# Fyzikální ústav Akademie věd České republiky
Fyzikální ústav AV ČR (FZU) je výzkumnou institucí Akademie věd České republiky. Ústav se věnuje základnímu a aplikovanému výzkumu v oblasti fyziky. V současnosti je výzkum ústavu orientován na pět odvětví: fyziku elementárních částic, fyziku kondenzovaných systémů a fyziku pevných látek, optiku a fyziku plazmatu. Ústav se podílí také na vzdělávání na univerzitní úrovni, vedení diplomových a doktorských prací a komunikaci vědy veřejnosti. 

## Výzkum a vědecké sekce
FZU je mezinárodně významným a uznávaným centrem vědecké excelence. Výzkumné týmy ve FZU se zabývají širokou škálou výzkumných aktivit, mají velké mezinárodní zastoupení a podíl žen činí přibližně 30 %. Většina týmů dosahuje světově špičkových a mezinárodně excelentních výsledků a některé týmy patří k absolutní špičce výzkumu a vývoje na celosvětové úrovni, zejména v oblastech spintroniky, strukturní analýzy a krystalografie, atomárních a molekulárních struktur, dále v oblasti klasické a kvantové optiky. 
Vědci a vědkyně z FZU pravidelně publikují články v uznávaných časopisech Science(např. ), Nature a dalších časopisech vydavatelství Nature Portfolio, Advanced Functional Materials, Physical Review Letters, The Astrophysical Journal a řadě dalších.
FZU se dělí na 5 sekcí, z nichž každá obsahuje několik oddělení. Sekce fyziky pevných látek se nachází v pražských Střešovicích, Sekce výkonových laserů v Dolních Břežanech; ostatní tři jsou umístěny převážně v areálu hlavní budovy v Praze 8 - Libni (s výjimkou některých společných laboratoří).

### Sekce fyziky elementárních částic
Sekce fyziky elementárních částic je umístěna v Praze v ulici Na Slovance. Zahrnuje pět oddělení: oddělení astročásticové fyziky, oddělení experimentální fyziky částic, oddělení teorie elementárních částic, oddělení vývoje detektorů a zpracování dat, oddělení kosmologie a gravitační fyziky.
Náplní práce sekce je zkoumání struktury hmoty na úrovni subatomárních částic a sil, které mezi nimi působí. Účastní se na experimentu ATLAS na urychlovači LHC v CERN a experimentu z oblasti astročásticové fyziky prováděného Observatoří Pierra Augera v Argentině.
V rámci mezinárodního projektu CALICE se podílí na vývoji detektorů pro plánovaný Mezinárodní lineární srážeč elektronů a pozitronů ILC. Má také nezanedbatelný podíl na přípravě a budování gama observatoře CTA (Cherenkov Telescope Array).
Menší měrou se sekce účastní i na dalších experimentech v CERN (ALICE, TOTEM), na neutrinovém experimentu NOvA, projektu Observatoře Very C. Rubin a kosmického detektoru gravitačních vln LISA.

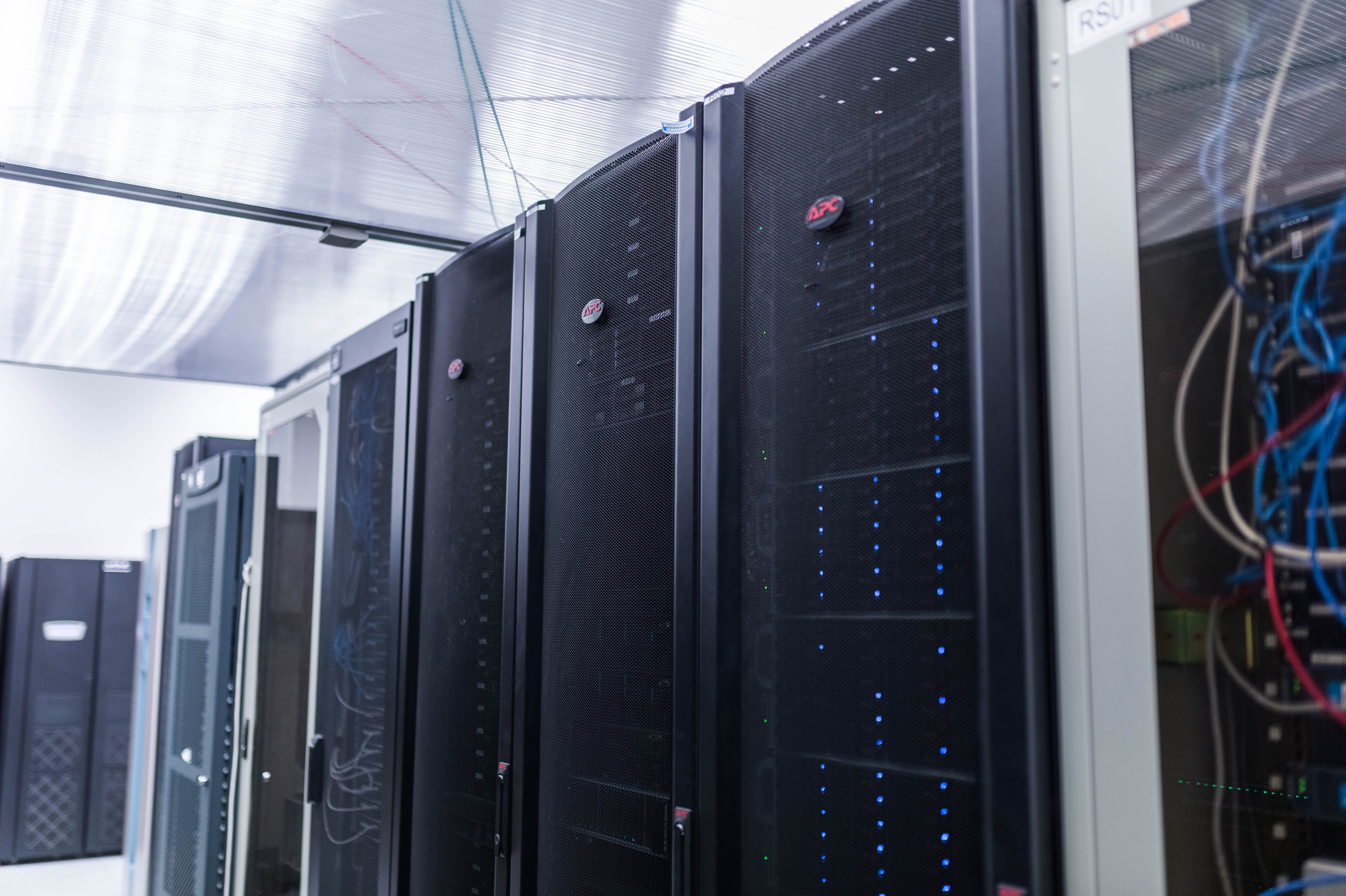
Servery Výpočetního střediska FZU
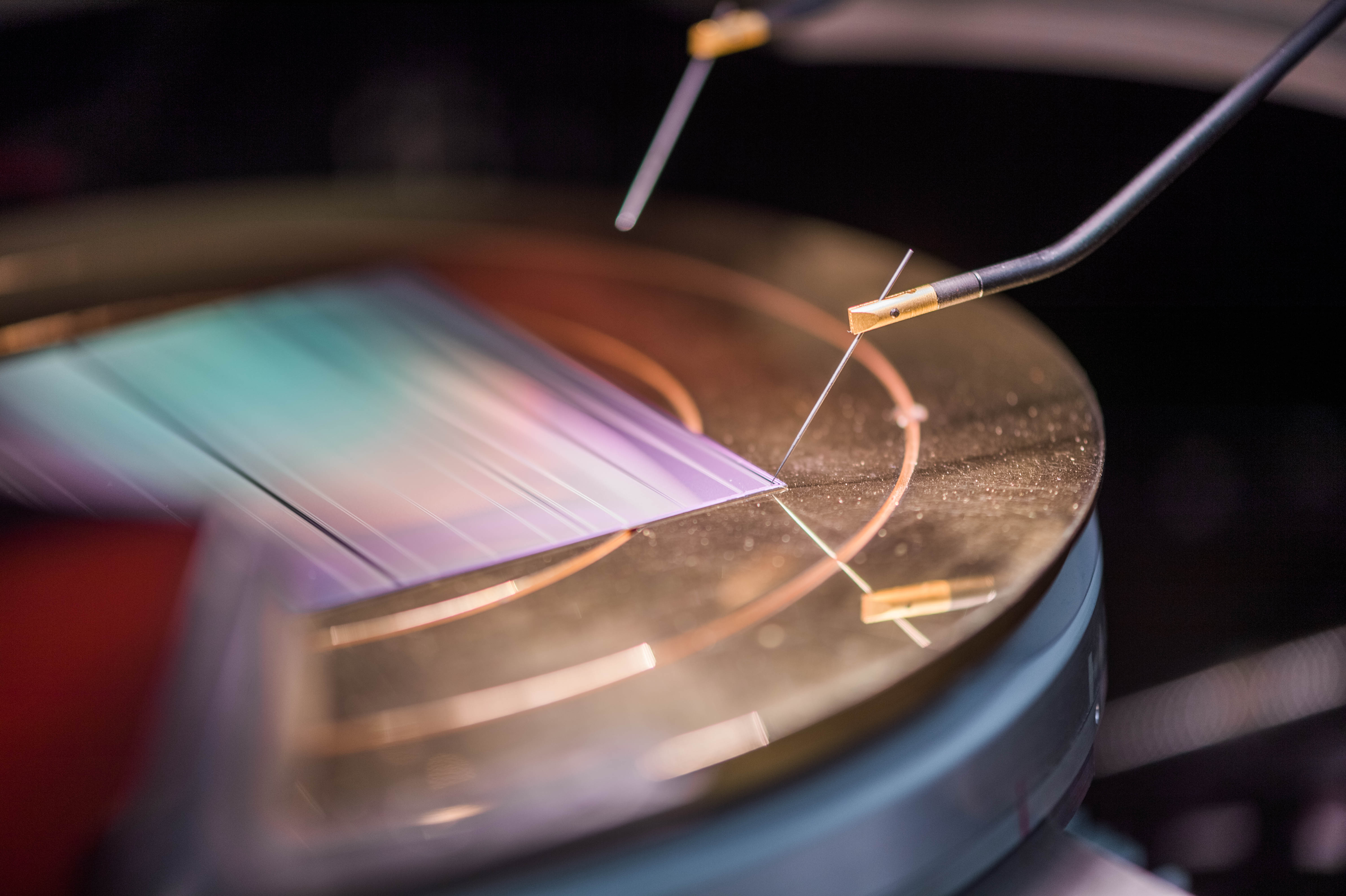
Laboratoř pro testování křemíkových detektorů (detail testovací sondy)
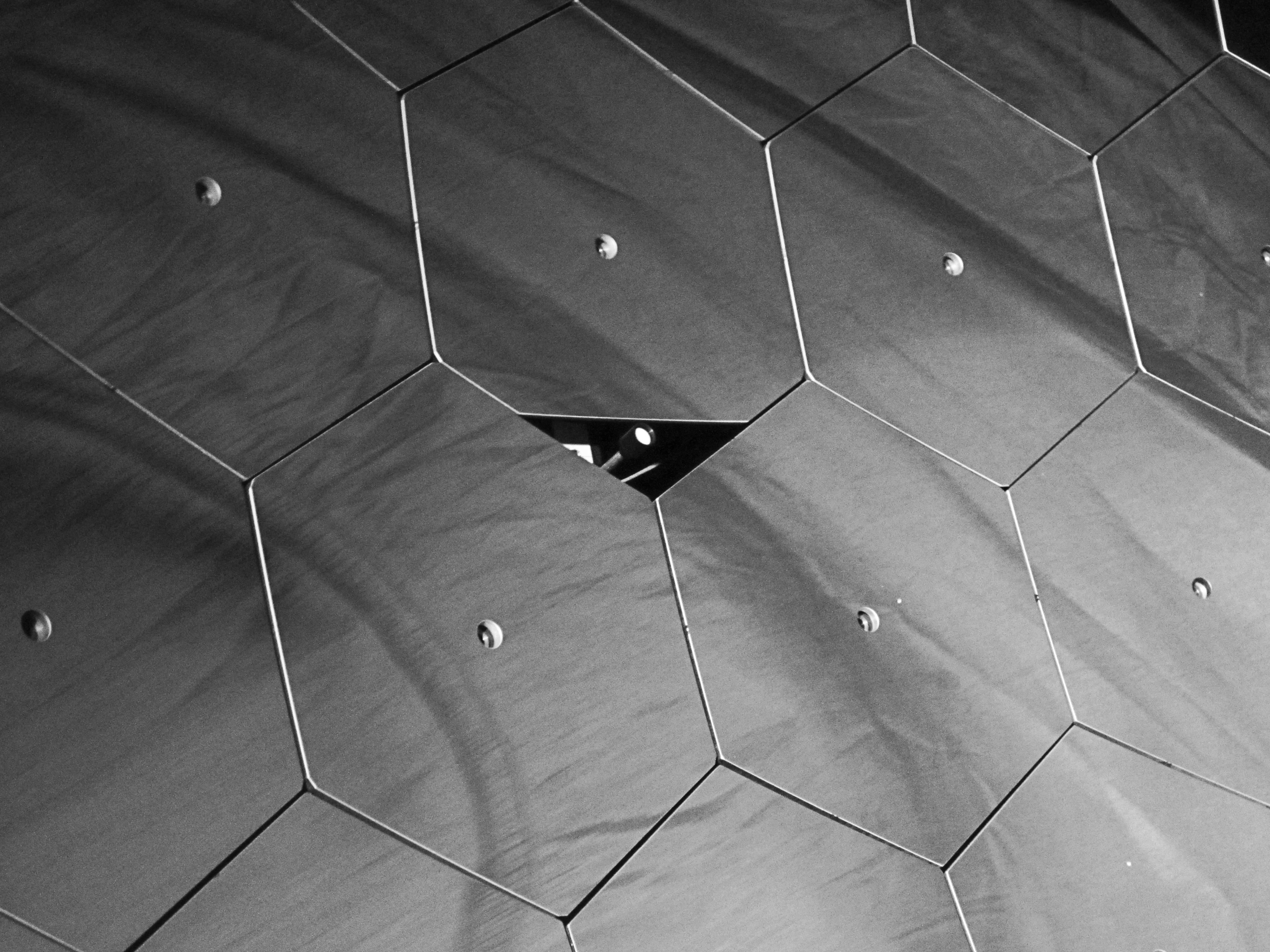
Zrcadla fluorescenčního detektoru na Observatoři Pierra Augera v Argentině
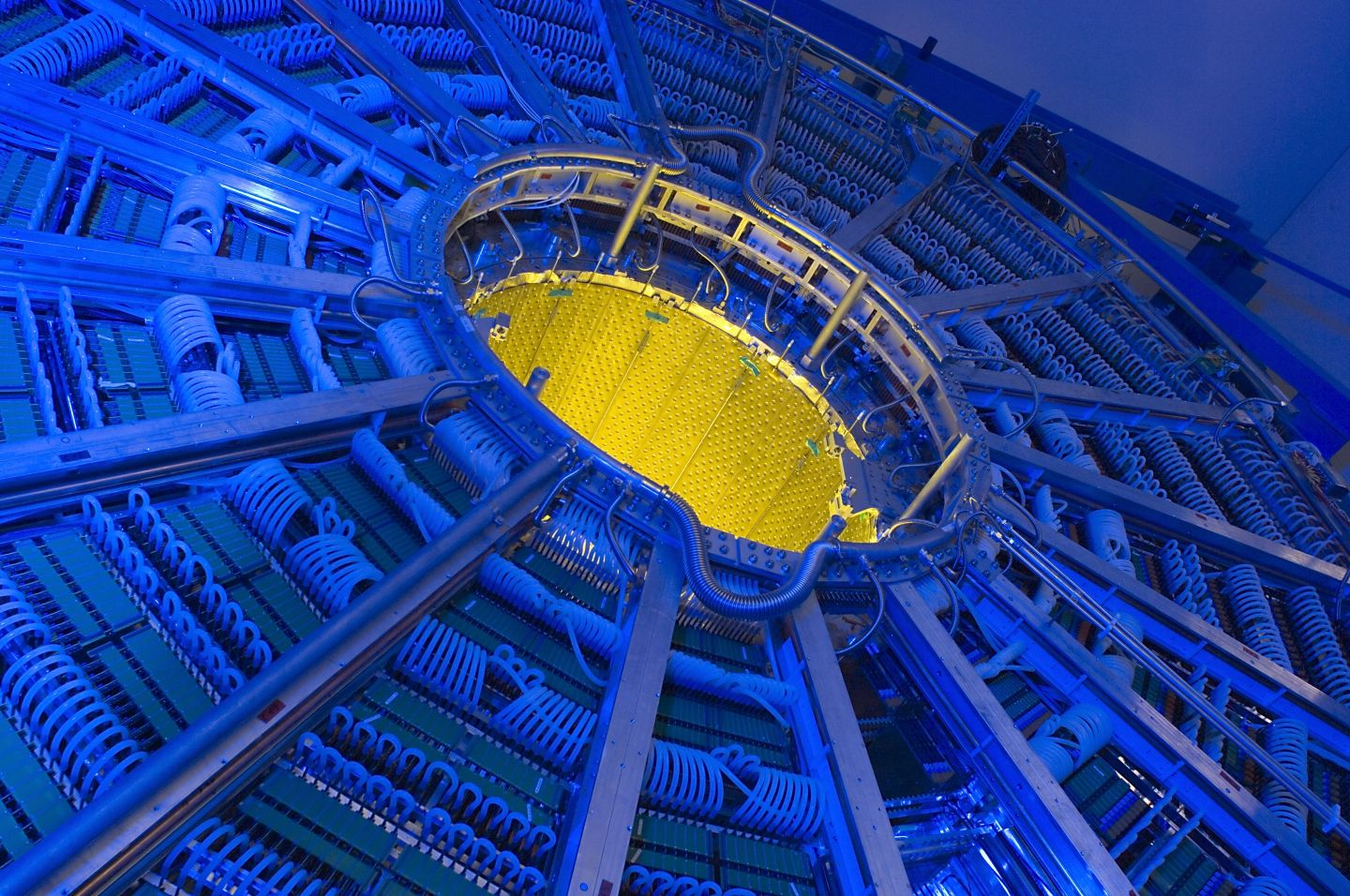
Detektor ALICE v CERN
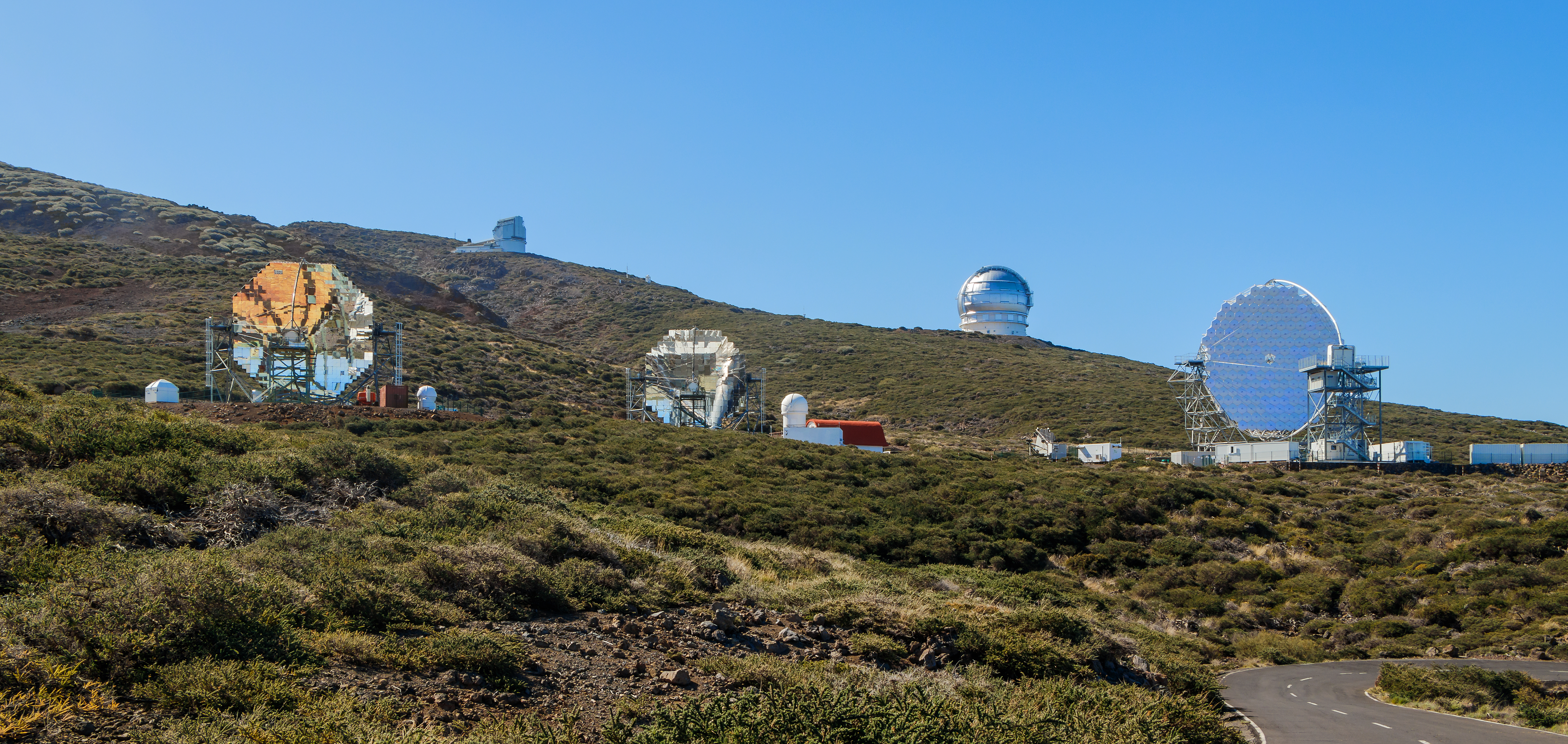
Severní lokalita Cherenkov Telescope Array (La Palma)

### Sekce fyziky kondenzovaných látek
Sekce fyziky kondenzovaných látek má šest oddělení, z toho pět je umístěných v budově FZU v Praze Na Slovance: oddělení magnetických měření a materiálů (jeho součástí je též společná laboratoř magnetických studií s MFF UK), oddělení dielektrik, oddělení materiálové analýzy, oddělení funkčních materiálů, oddělení chemie.
Oddělení teorie kondenzovaných látek je umístěné v budově Ústavu teorie informace a automatizace AV ČR, v.v.i., v ulici Pod Vodárenskou věží.
Předmětem výzkumu sekce je teoretické a experimentální studium struktury a vlastností především multiferoických, piezoelektrických a spintronických materiálů, kapalných krystalů, moderních kovových materiálů, funkčních technických materiálů, jako jsou slitiny s tvarovou pamětí, diamantové povlaky, Heuslerovy slitiny a tenké vrstvy.

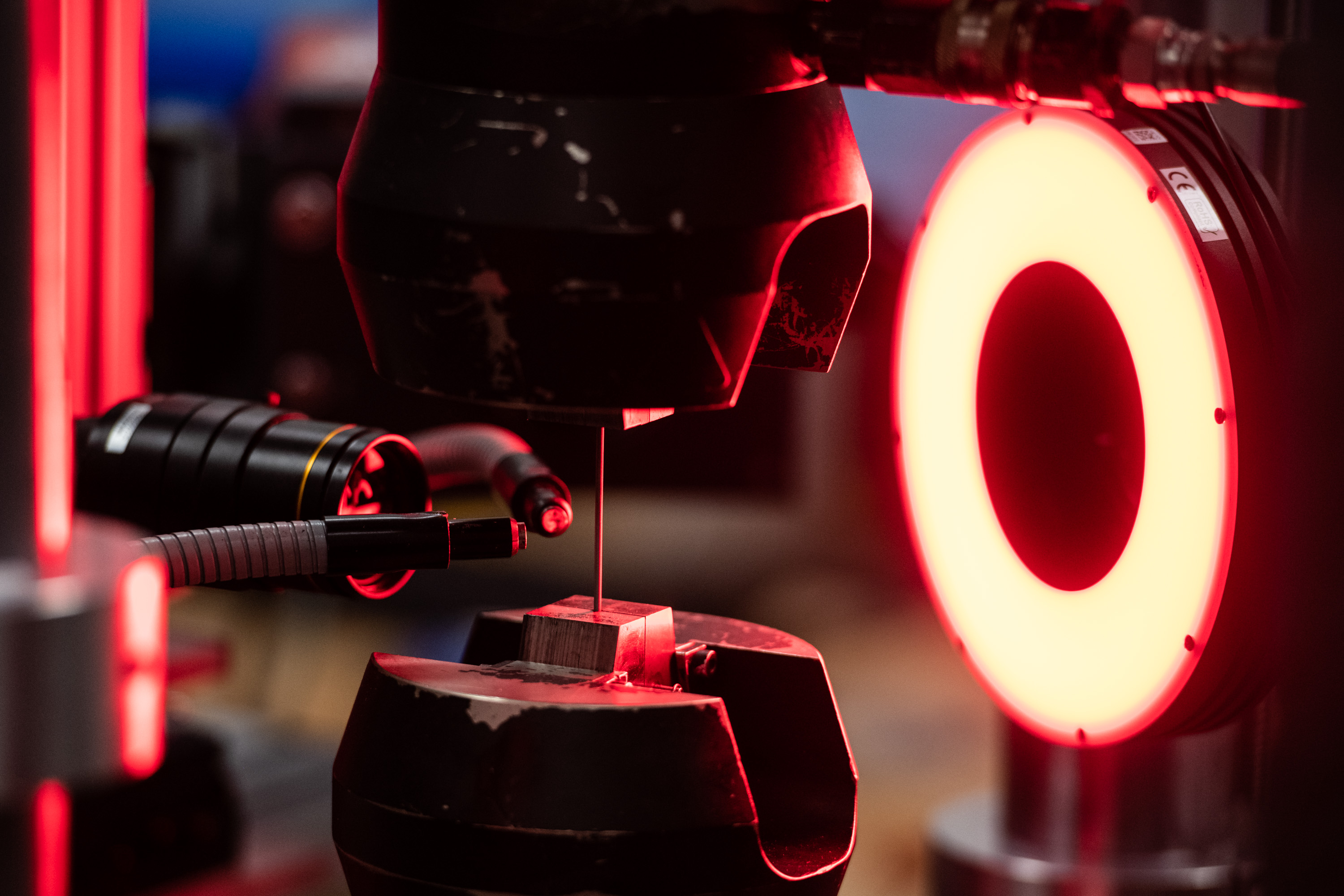
Detail deformačního stroje s teplotní komorou v oddělení funkčních materiálů
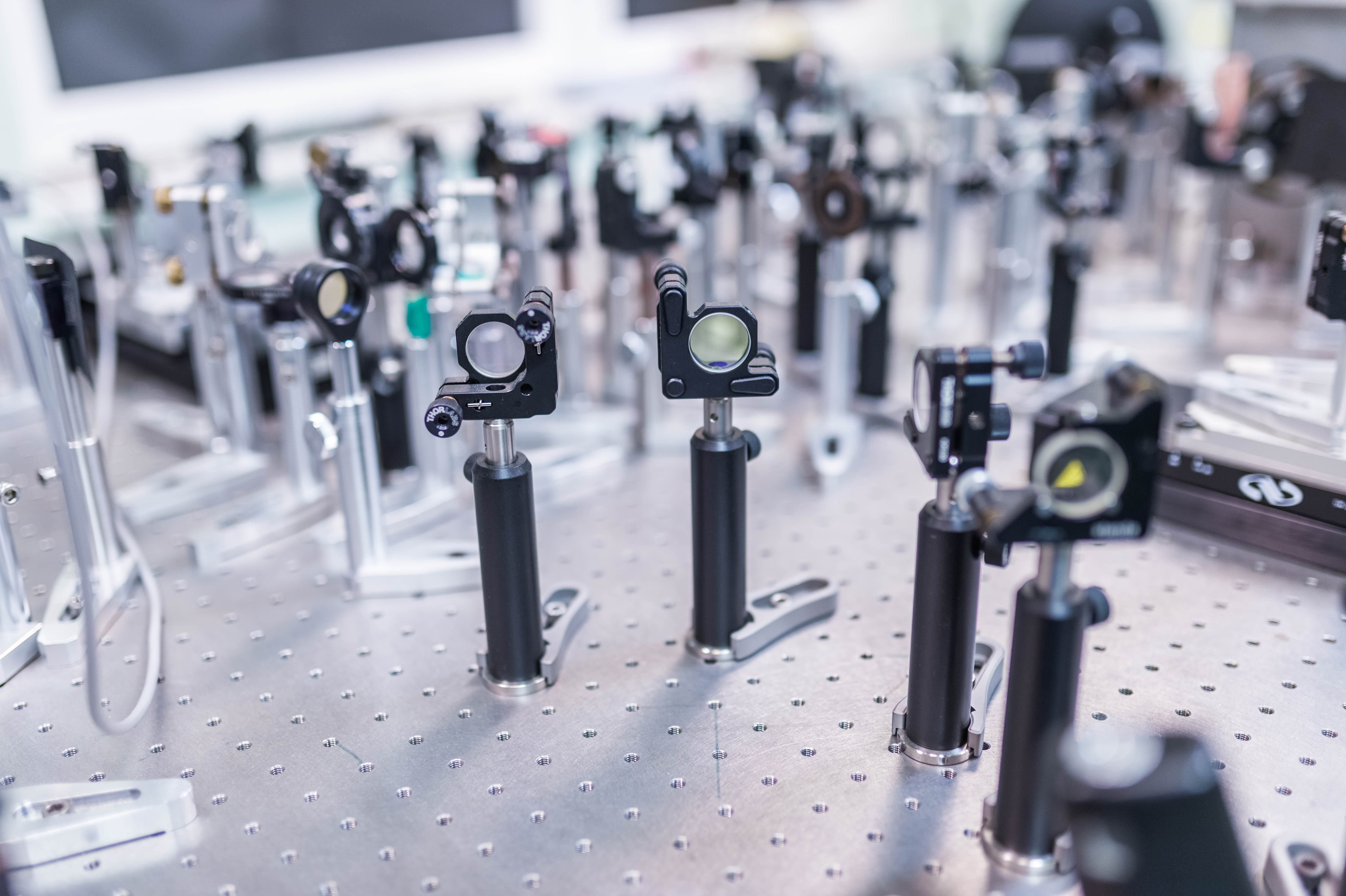
Spektrometry pro THz spektroskopii v časové oblasti (detail) v oddělení dielektrik
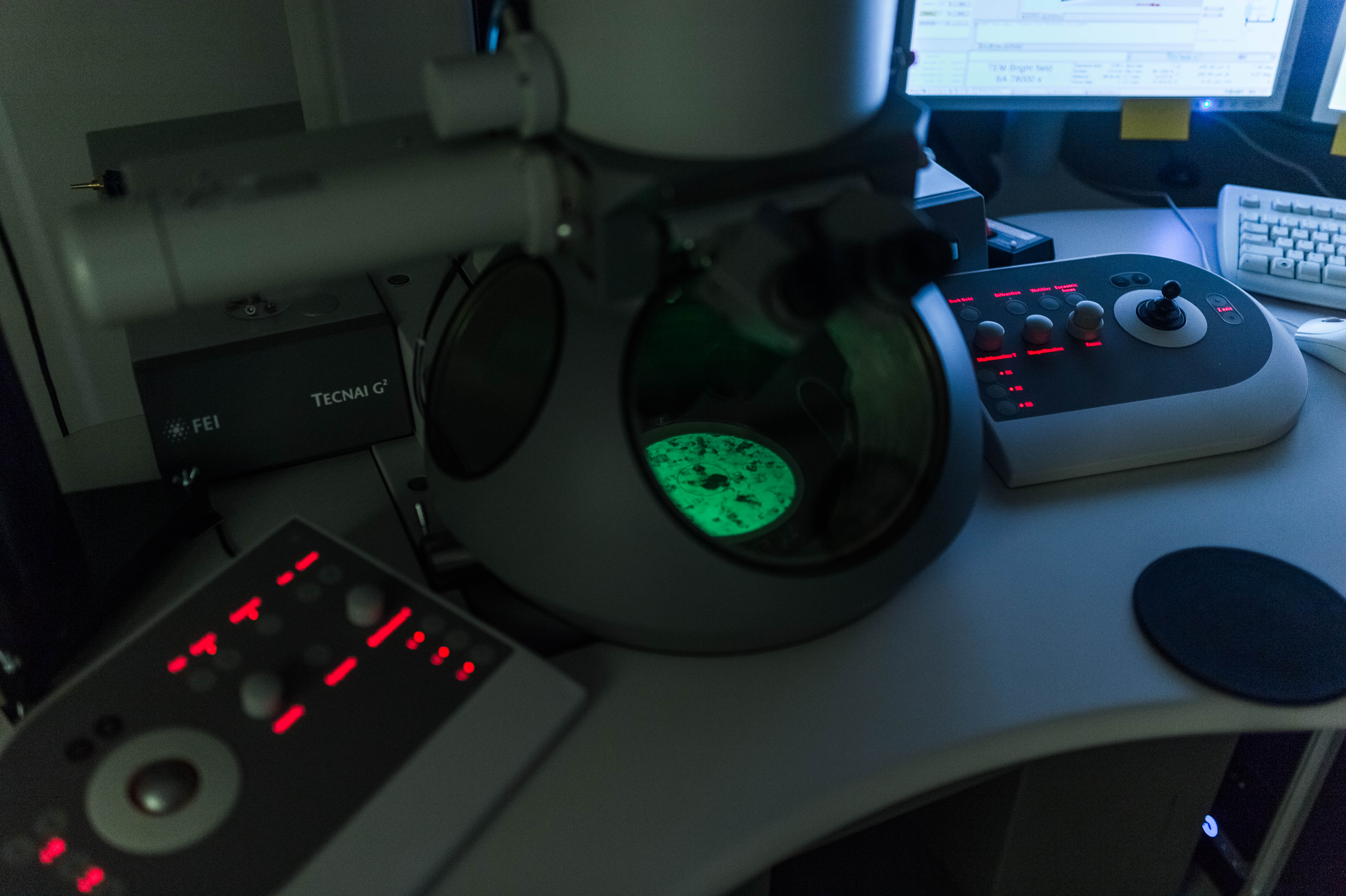
Transmisní elektronový mikroskop v oddělení materiálové analýzy
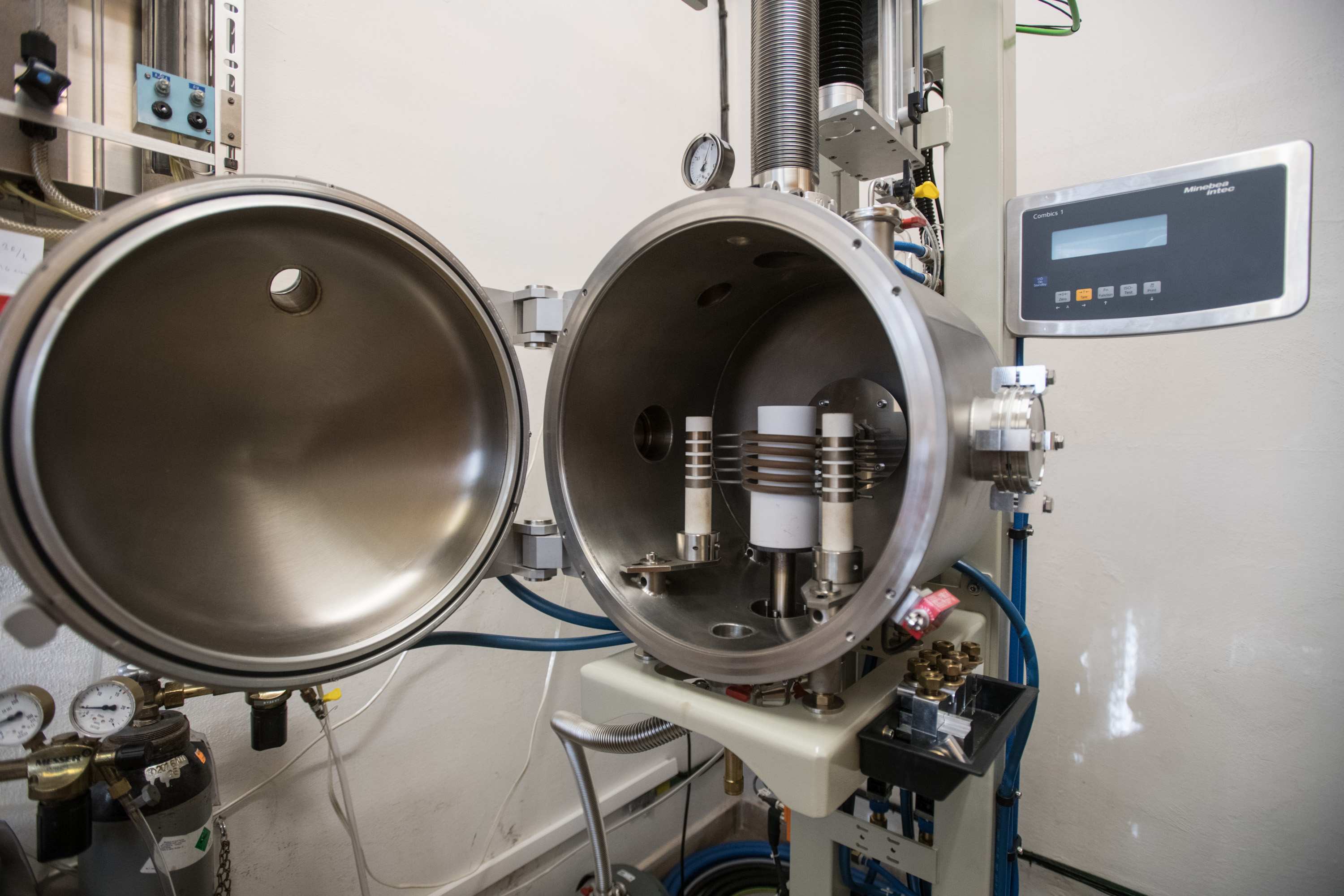
Aparatura pro růst krystalů Czochralského metodou

### Sekce fyziky pevných látek
Většina sekce sídlí v Praze v ulici Cukrovarnická 112/10 a má celkem 7 oddělení: oddělení povrchů a molekulárních struktur, oddělení spintroniky a nanoelektroniky (jeho součástí je též společná laboratoř optospintroniky s MFF UK), oddělení strukturní analýzy, oddělení magnetik a supravodičů, oddělení tenkých vrstev a nanostruktur, oddělení polovodičů a oddělení optických materiálů
Výzkum je zde zaměřen především na magneticky a opticky aktivní materiály, nanokrystalické formy křemíku, polovodičů III-V, diamantu a grafitu a nanostruktury pro biologické, lékařské a mikroelektronické aplikace.

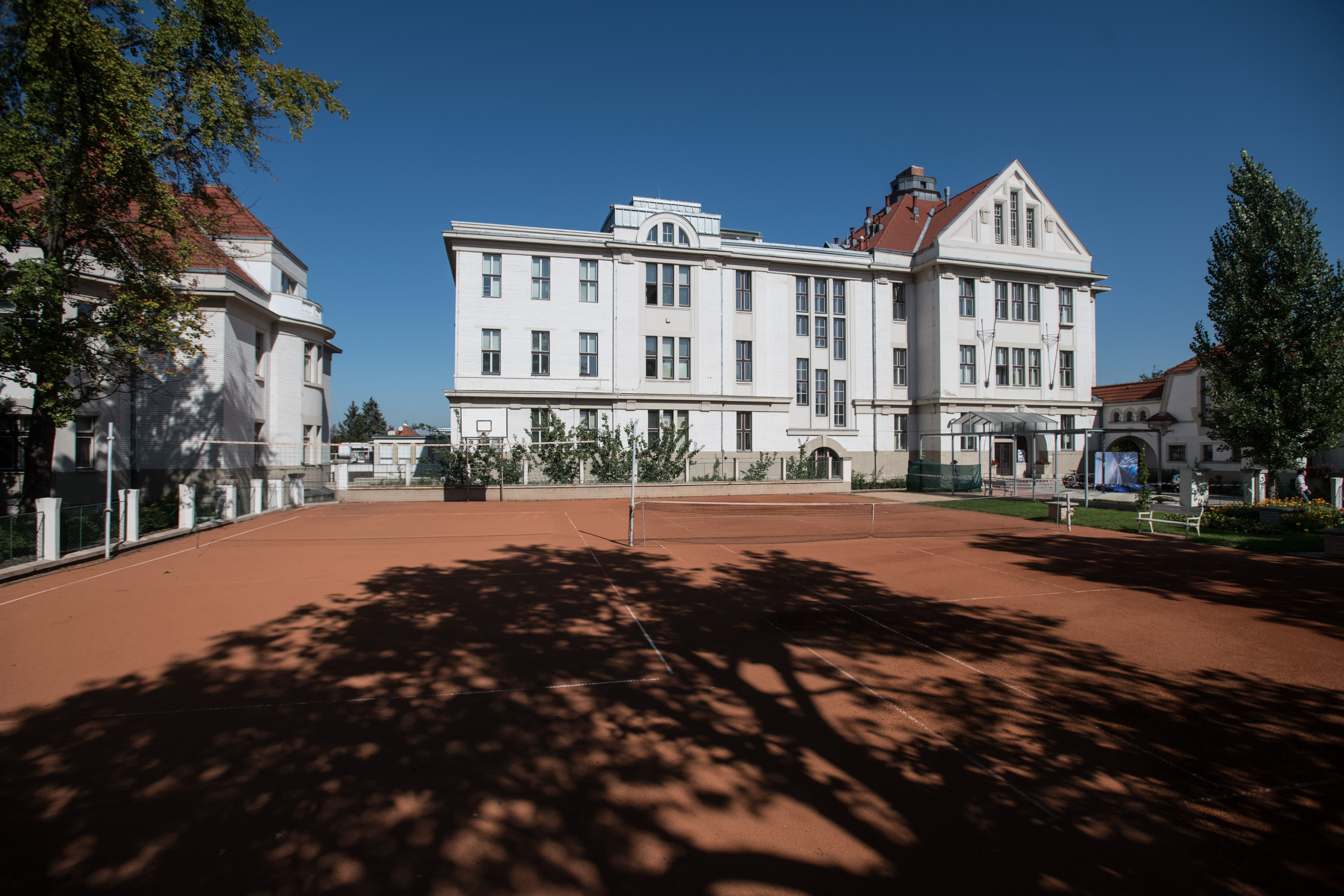
Sídlo sekce v Cukrovarnické ulici
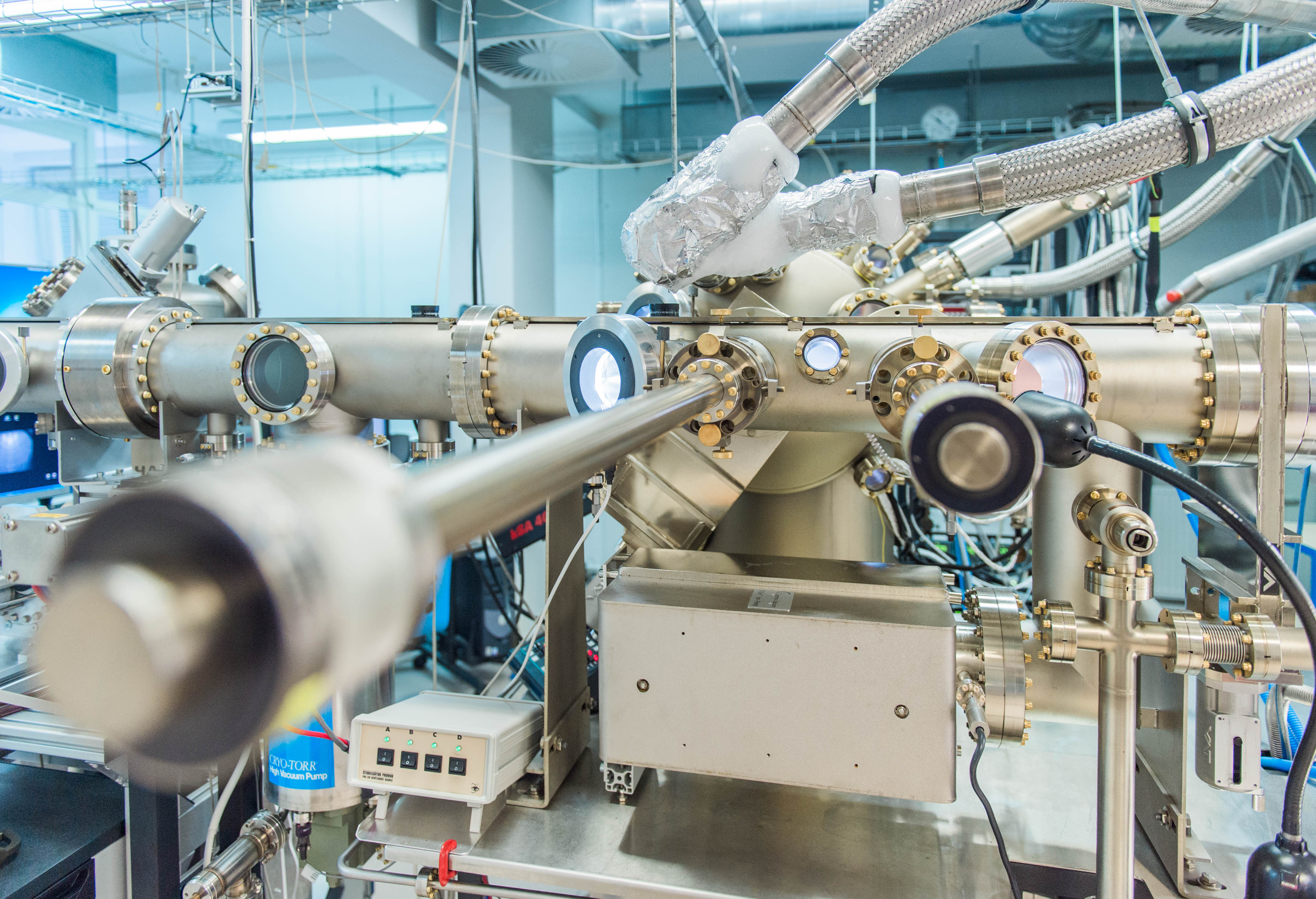
Aparatura pro epitaxi z molekulárních svazků v oddělení spintroniky.
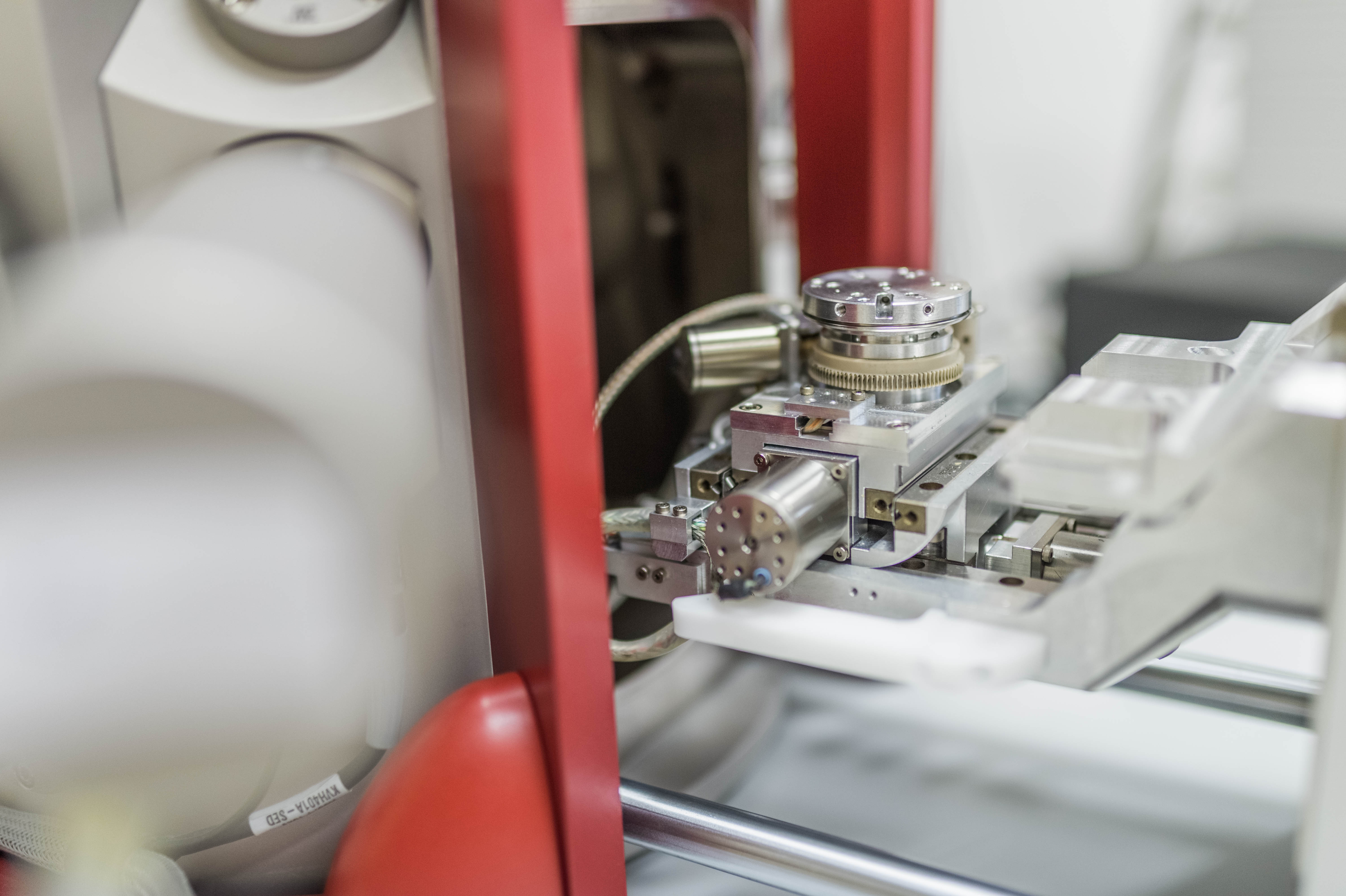
Detail elektronového mikroskopu Tescan
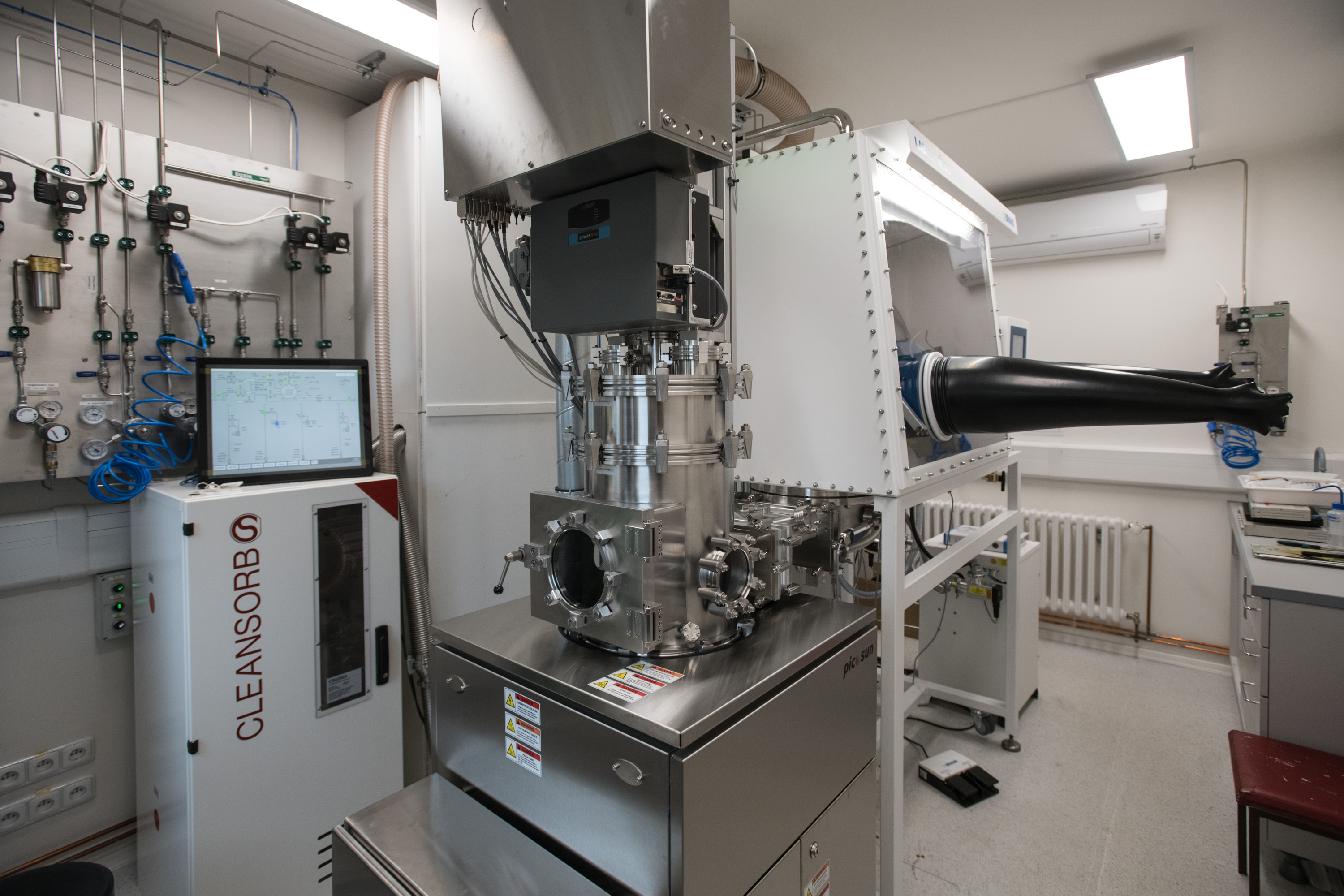
Laboratoř pro depozici atomárních vrstev
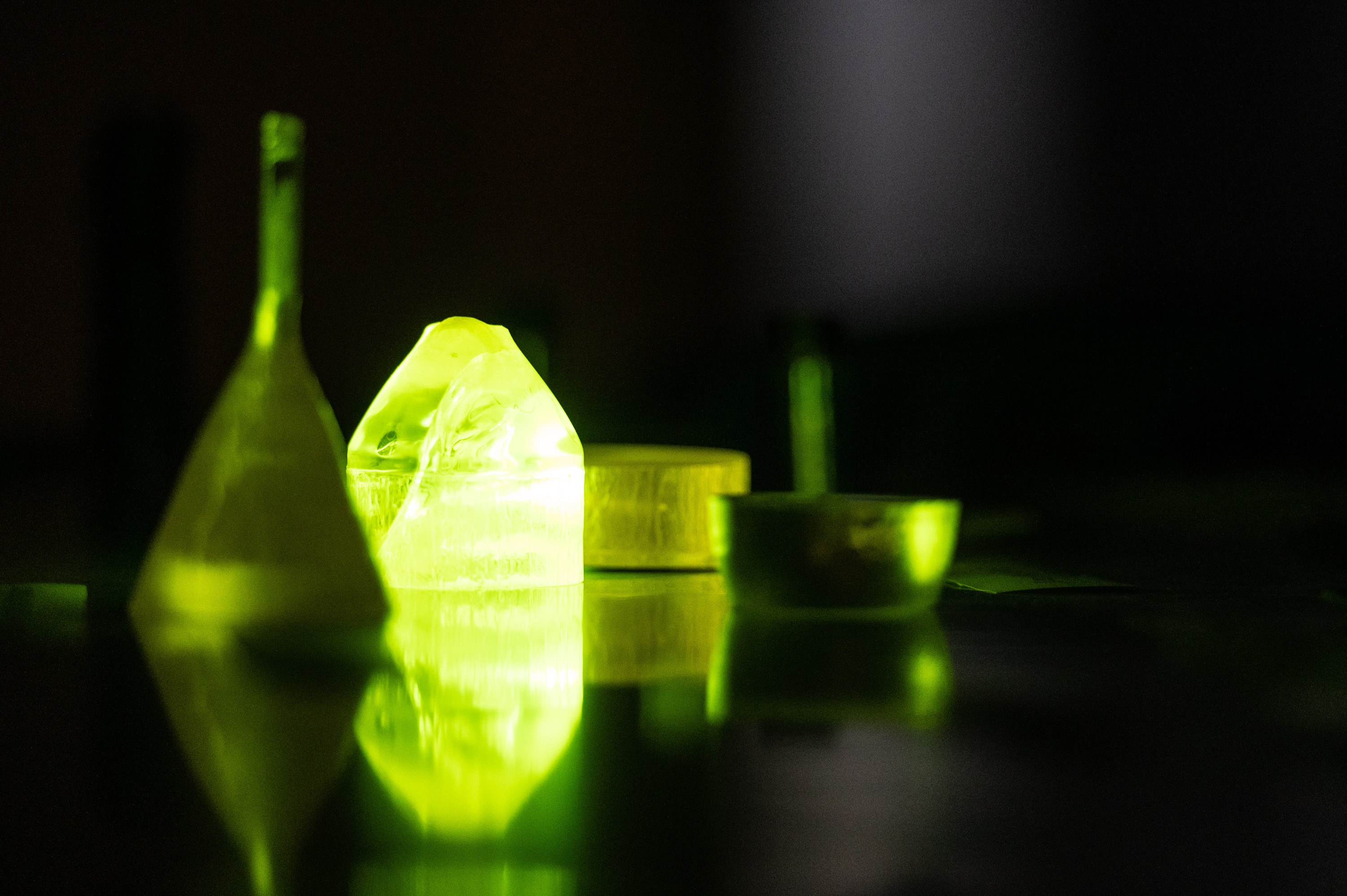
Scintilační krystaly (oddělení optických materiálů)

### Sekce optiky
Sekce optiky má čtyři oddělení umístěné v budově Na Slovance: oddělení analýzy funkčních materiálů, oddělení optických a biofyzikálních systémů, oddělení nízkoteplotního plazmatu a oddělení optických a mechanických dílen.
Pátým oddělním je Společná laboratoř optiky, kterou FZU sdílí s Univerzitou Palackého v Olomouci.
Sekce se zaměřuje jak na zkoumání vlastností optického záření, tak výzkum optických materiálů a struktur (včetně dopovaných oxidů a jejich povrchů, vícevrstvých systémů a nanostrukturovaných keramik a krystalů). V oboru klasické optiky řeší problémy interferometrie, holografie, fraktálové optiky, koherenčního a statistického chování světelných svazků.
Kromě toho se podílí na vývoji aplikací pro vědecké a medicínské použití včetně rentgenové optiky pro synchrotronní záření.

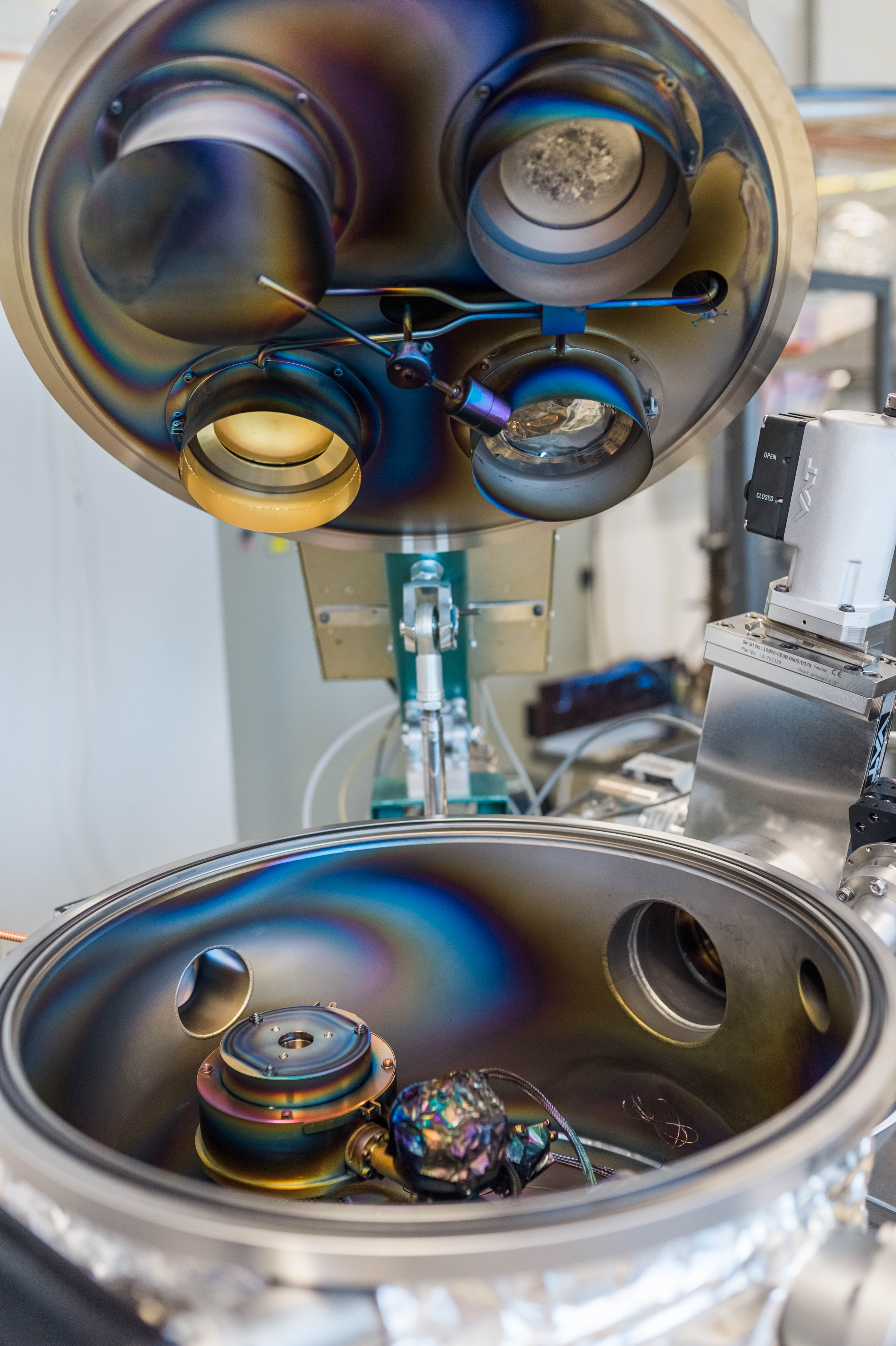
Přístroj pro magnetronové naprašování
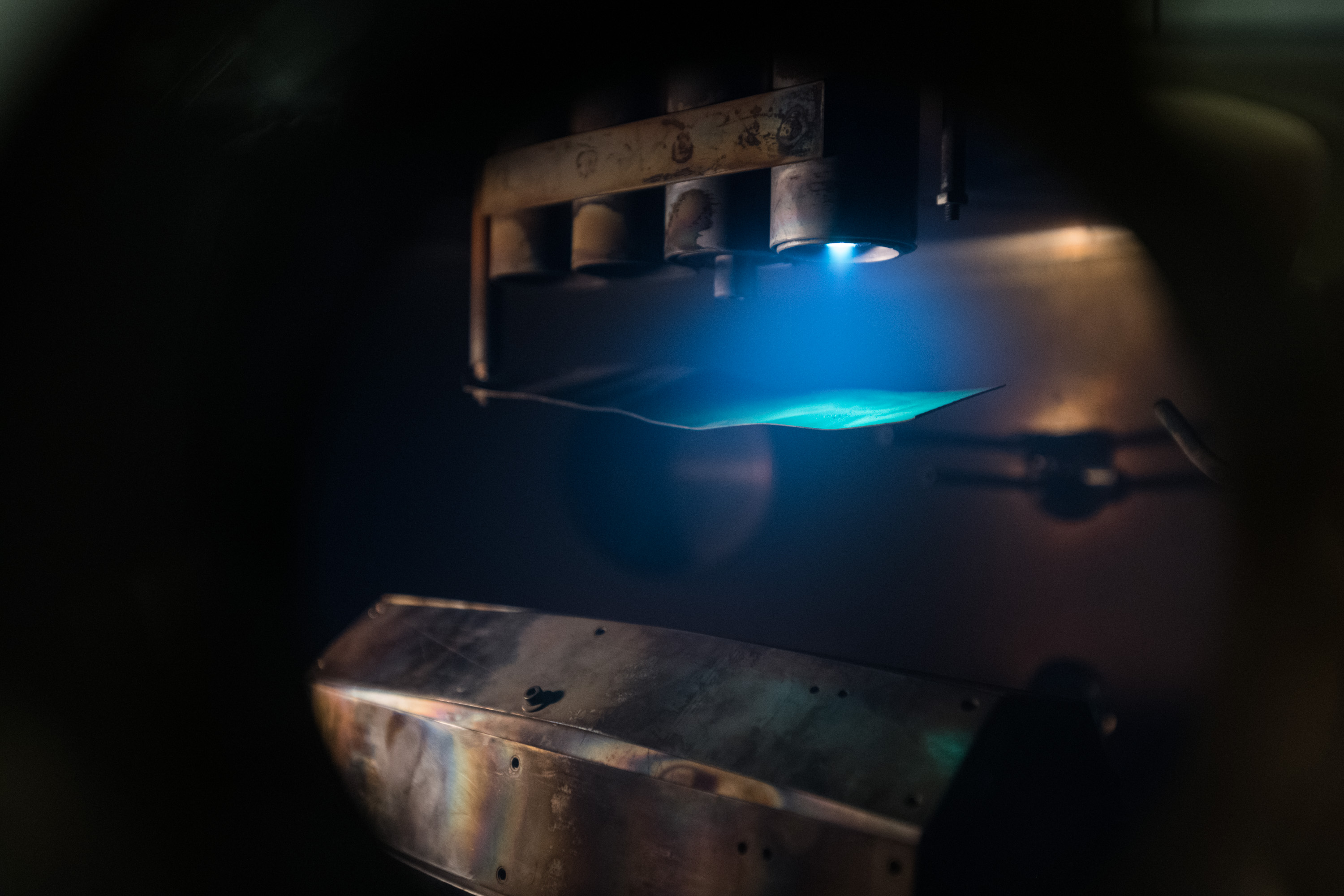
Plazmatický systém pro reaktivní depozici tenkých vrstev v oddělení nízkoteplotního plazmatu
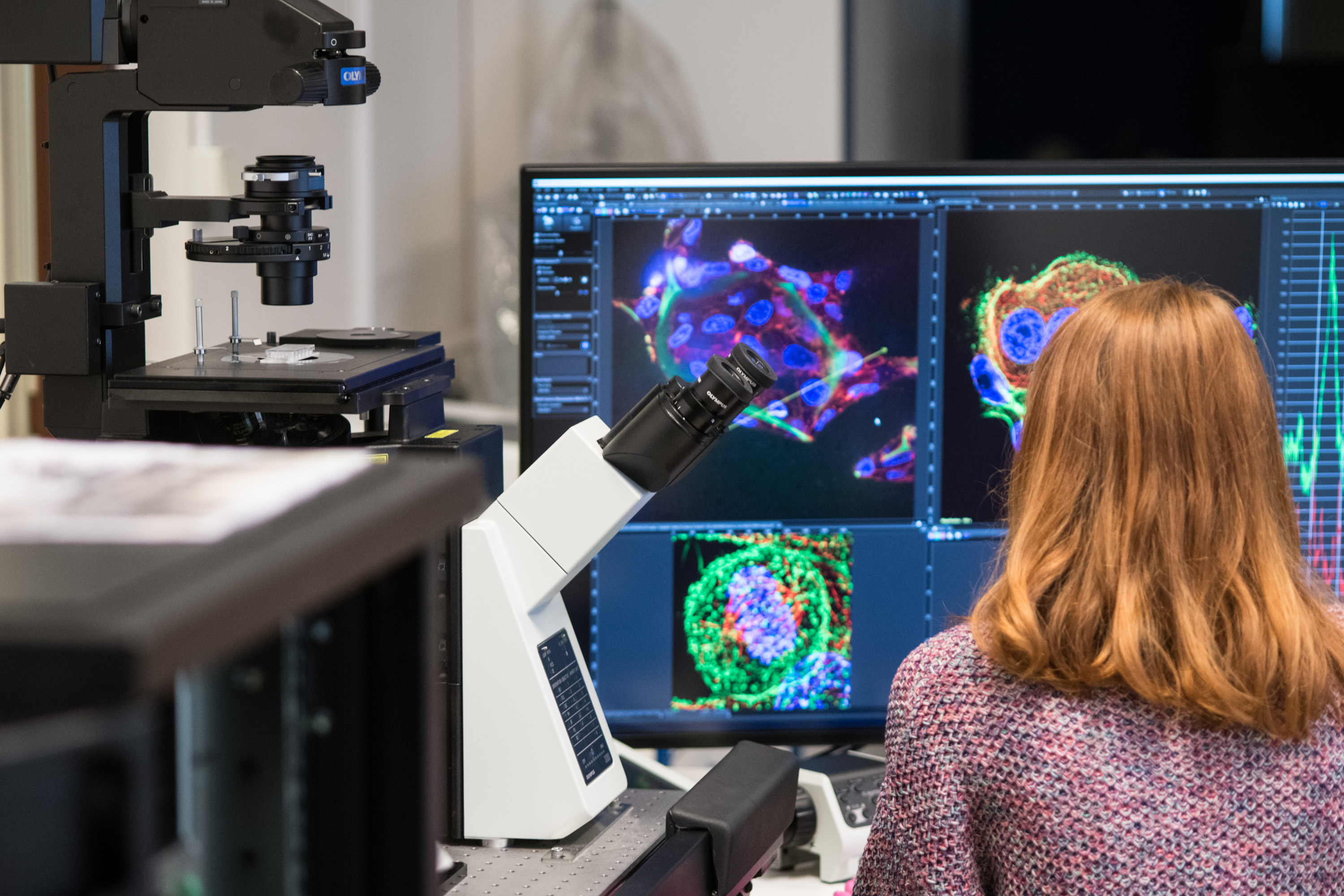
Vědkyně u “Spinning disk” konfokálního mikroskopu pro snímání buněčných struktur
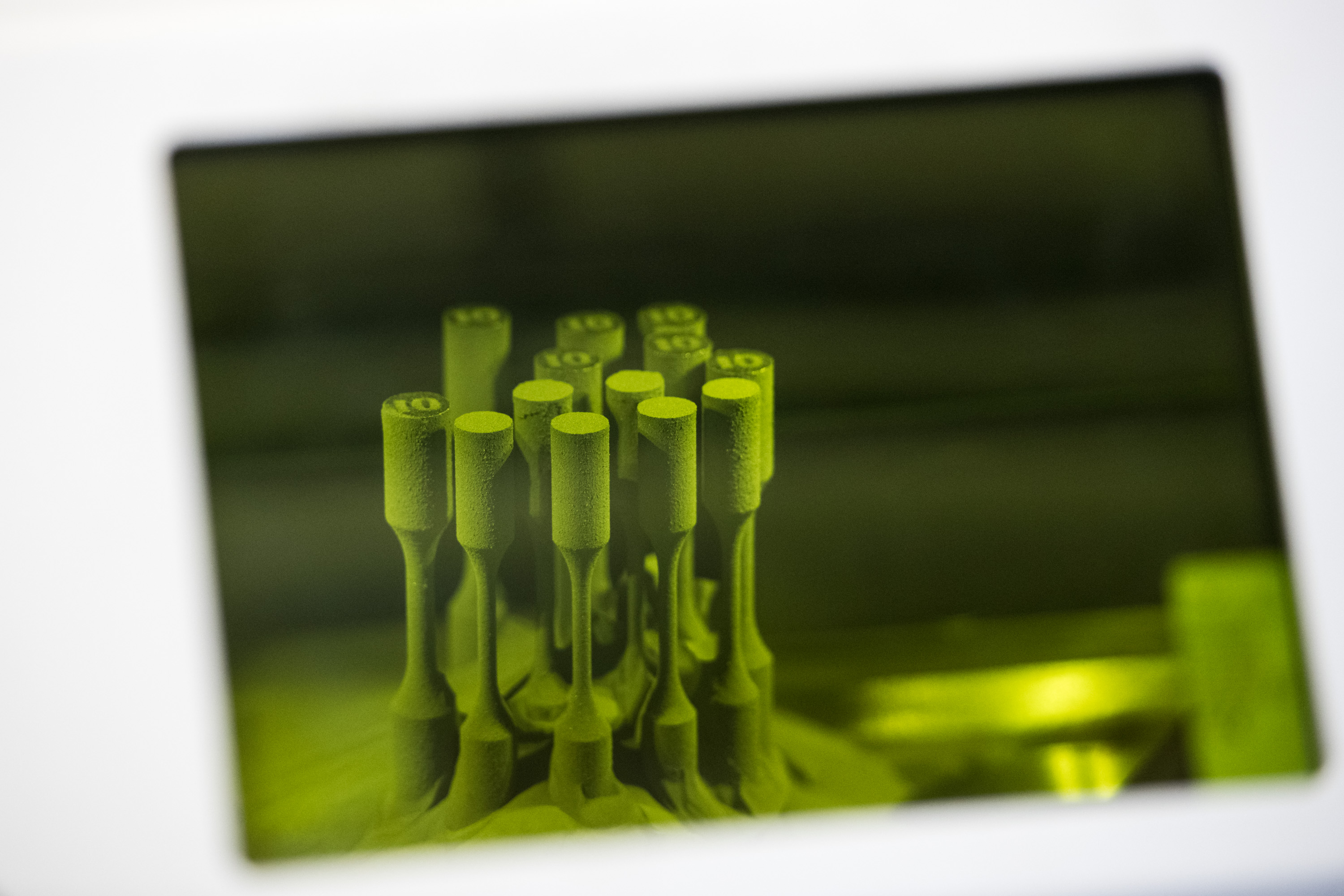
3D tisk z kovu a kovových slitin

### Sekce výkonových laserů – Centrum HiLASE
Sekce výkonových laserů – Centrum HiLASE má celkem 7 oddělení: v areálu ústavů AV ČR na Slovance sídlí oddělení radiační a chemické fyziky (badatelské centrum PALS provozované společně s Ústavem fyziky plazmatu AV ČR) a část oddělení technické podpory PALS. Dalších pět oddělení sídlí v budově Centra HiLASE v Dolních Břežanech: oddělení vývoje pokročilých laserů, oddělení průmyslových aplikací laserů, oddělení vědeckých aplikací laserů a dále oddělení inženýrské a technické podpory a oddělení řízení projektů.
Sekce se věnuje základnímu výzkumu laserového plazmatu vytvářeného impulsními výkonovými lasery emitujícími záření v infračervené, viditelné i měkké rentgenové oblasti.
Podílí se také na vývoji laserů, například kontinuálního supersonického chemického kyslík-jódového laseru (COIL) kilowattové třídy ve spolupráci s indickým Laser Science & Technology Centre, Indie a laserů založených na diodovém čerpání s vysokou opakovací frekvencí v rámci projektu HiLASE.

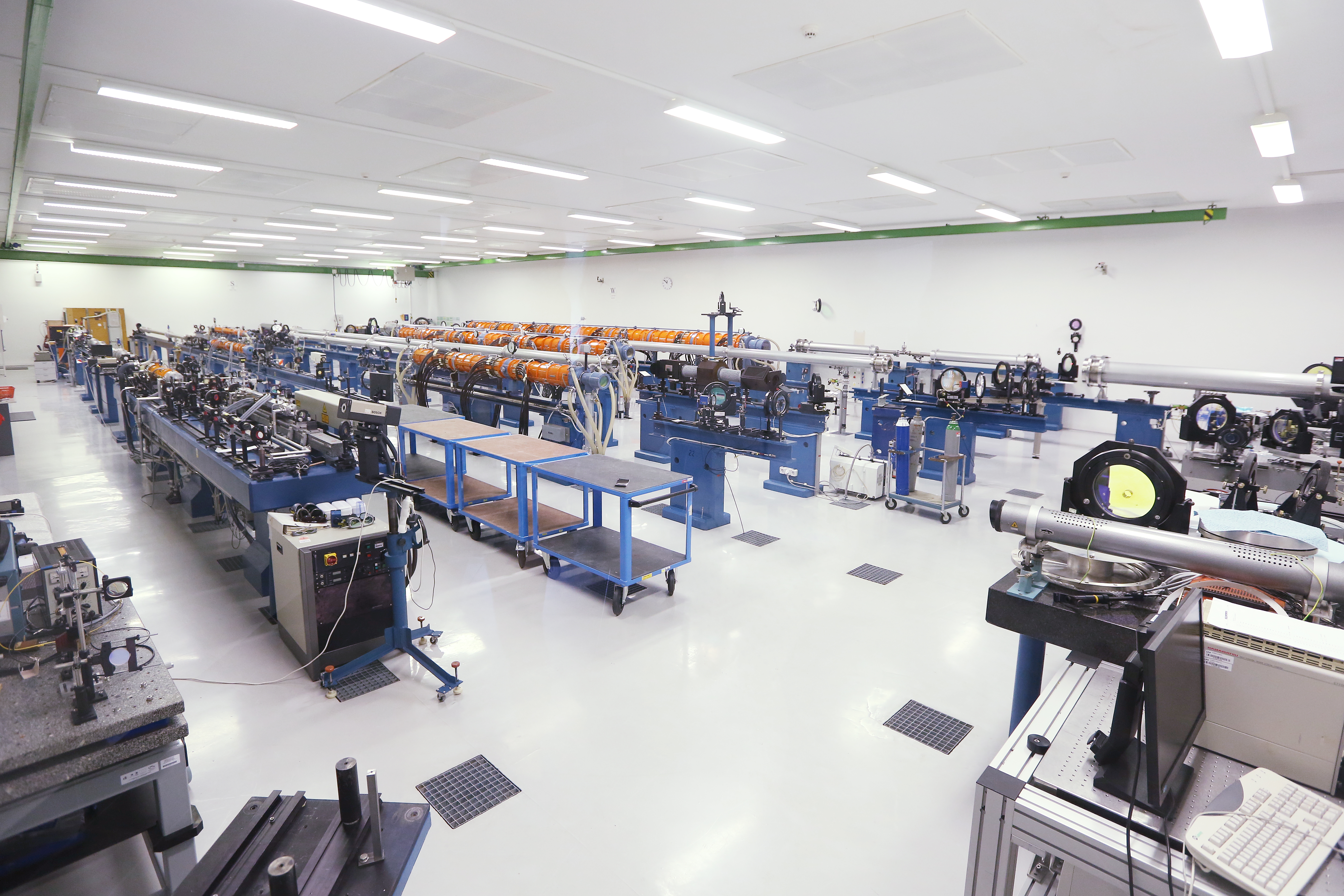
Centrum PALS
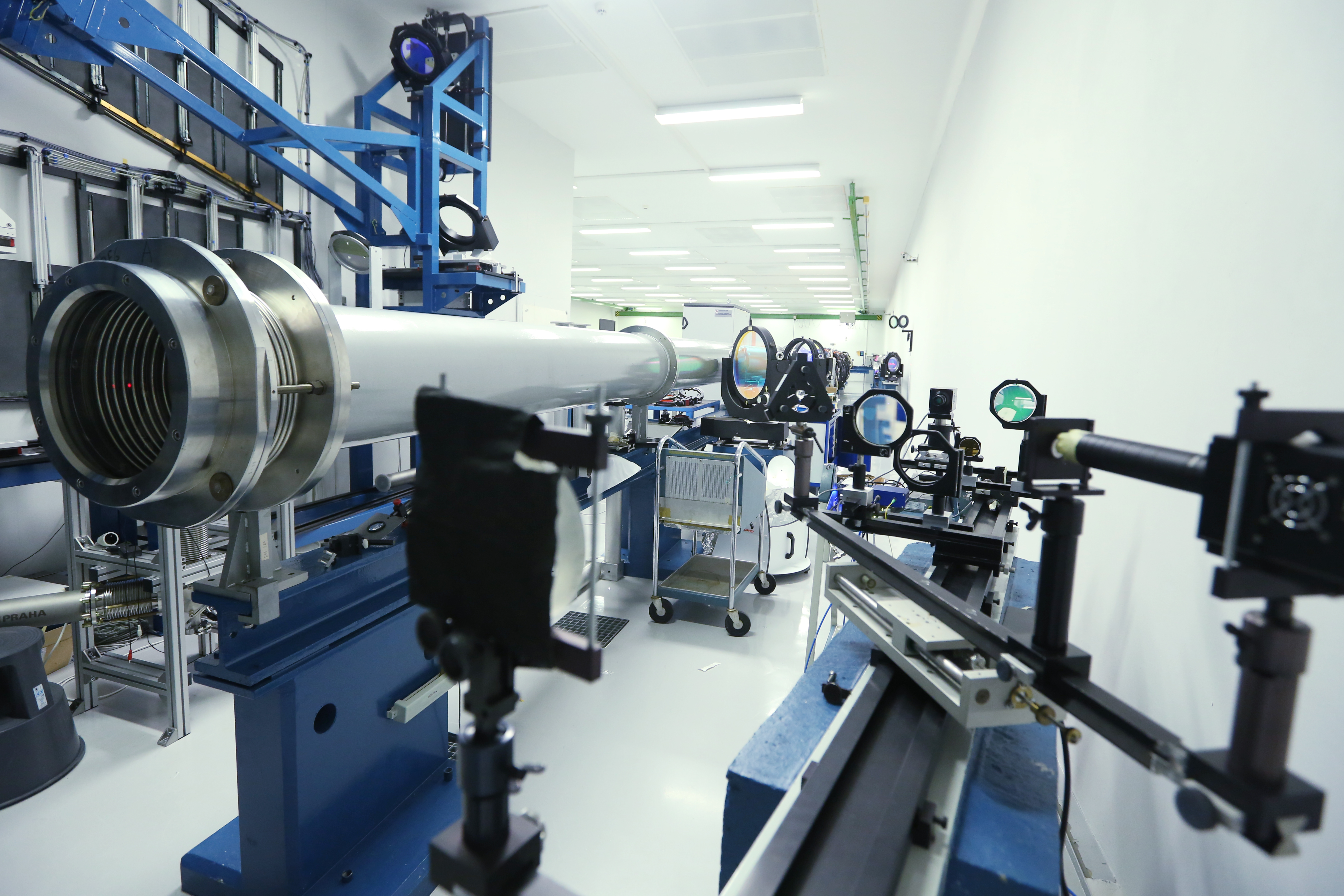
PALS - detail
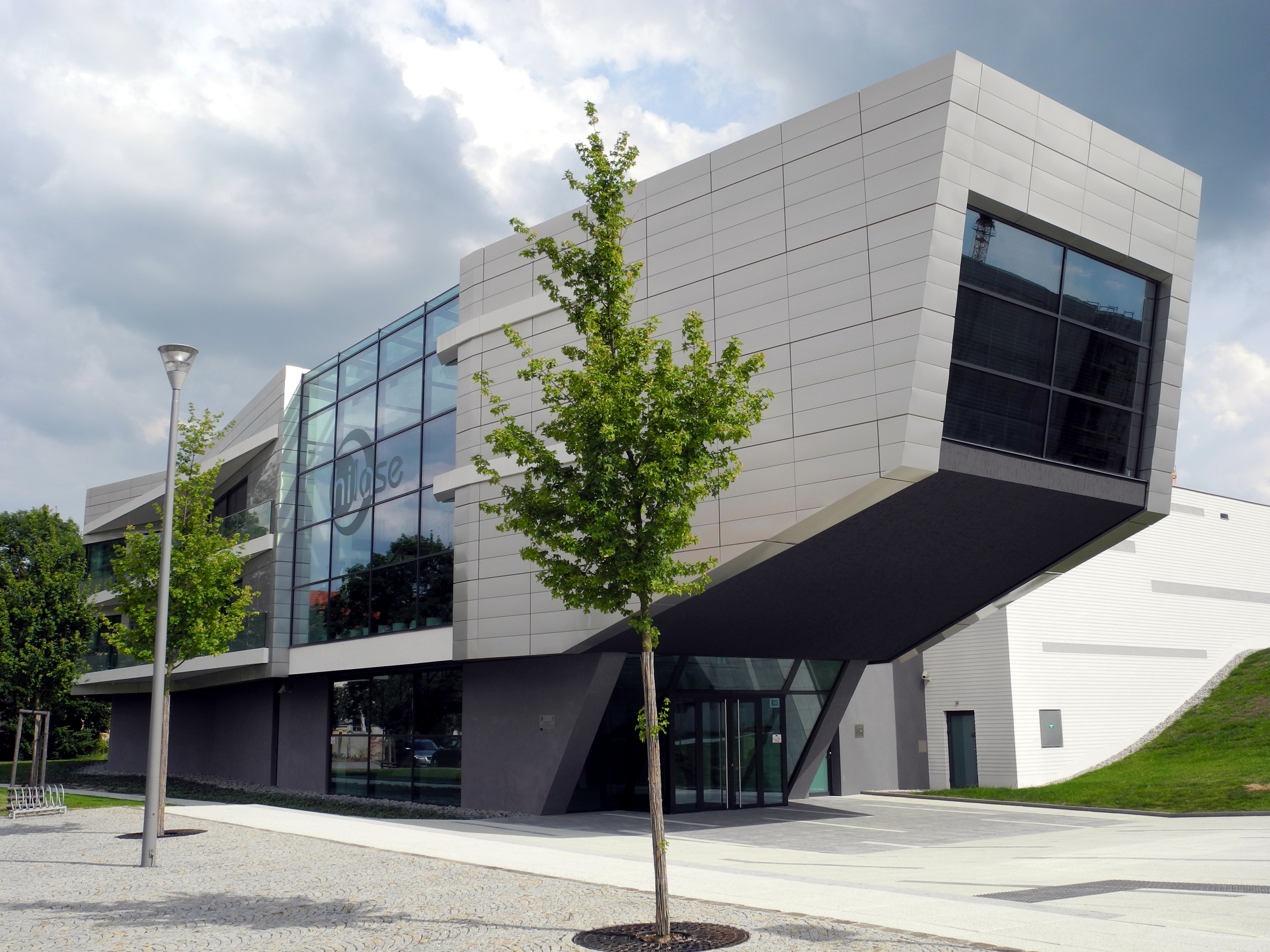
Budova Centra HiLASE

### Sekce realizace projektu ELI Beamlines
Sekce existovala v letech 2012 až 2022 a byla umístěna v Dolních Břežanech (Za Radnicí 835). Jejím hlavním účelem byla příprava a realizace laserového centra ELI Beamlines, které je od ledna 2023 součástí evropského konsorcia ELI ERIC.

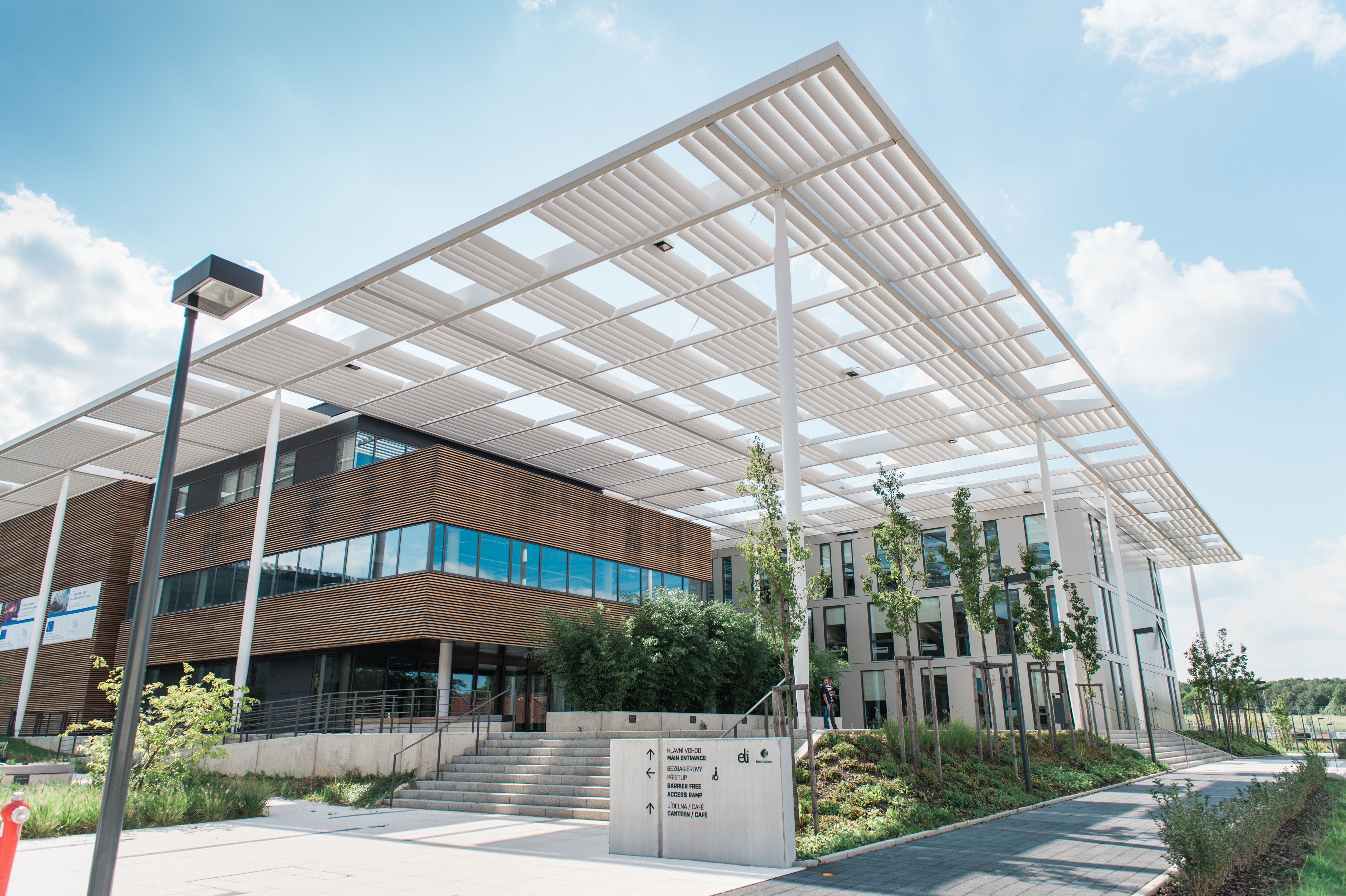
Budova ELI Beamlines v Dolních Břežanech
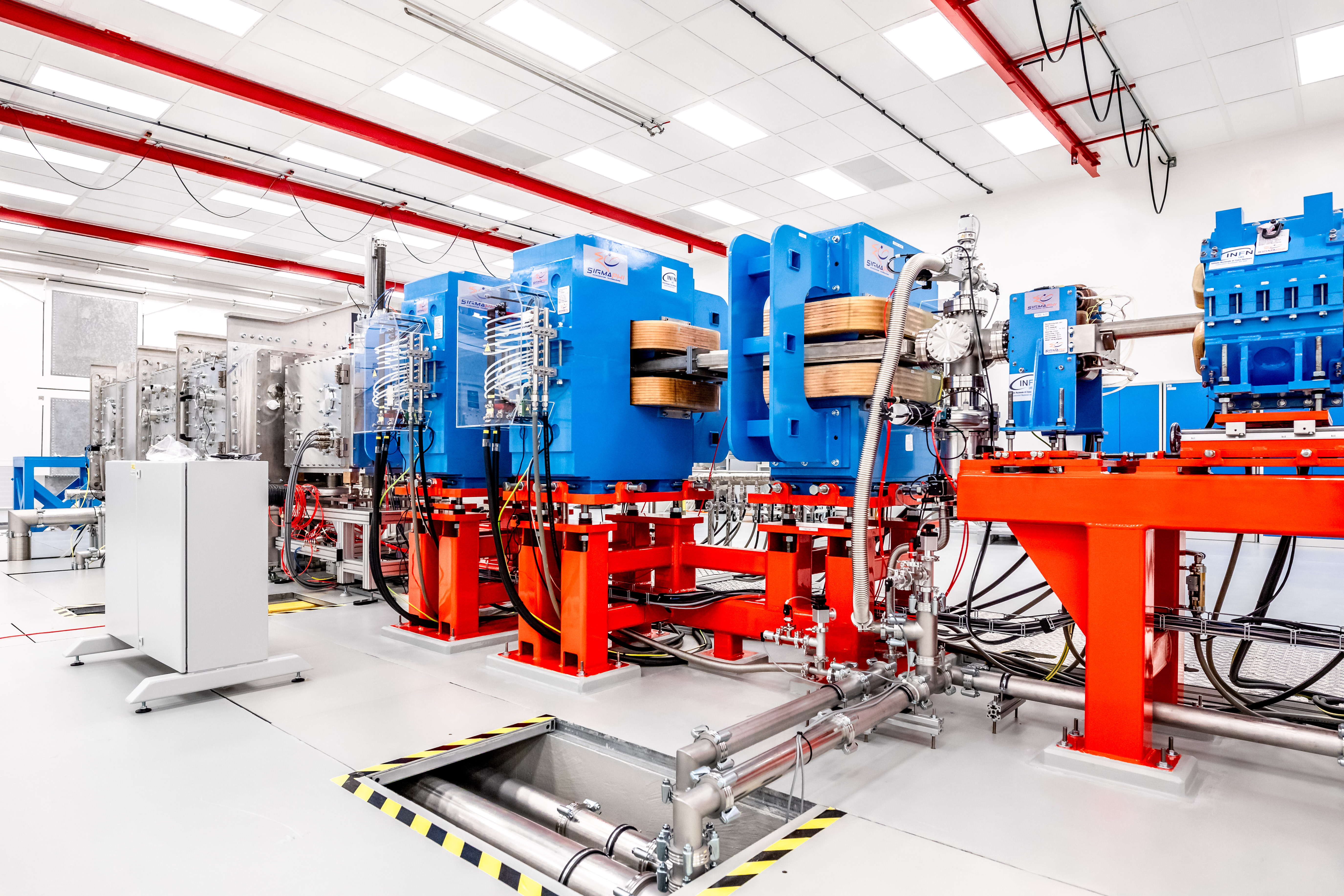
Experimentální zařízení ELIMAIA
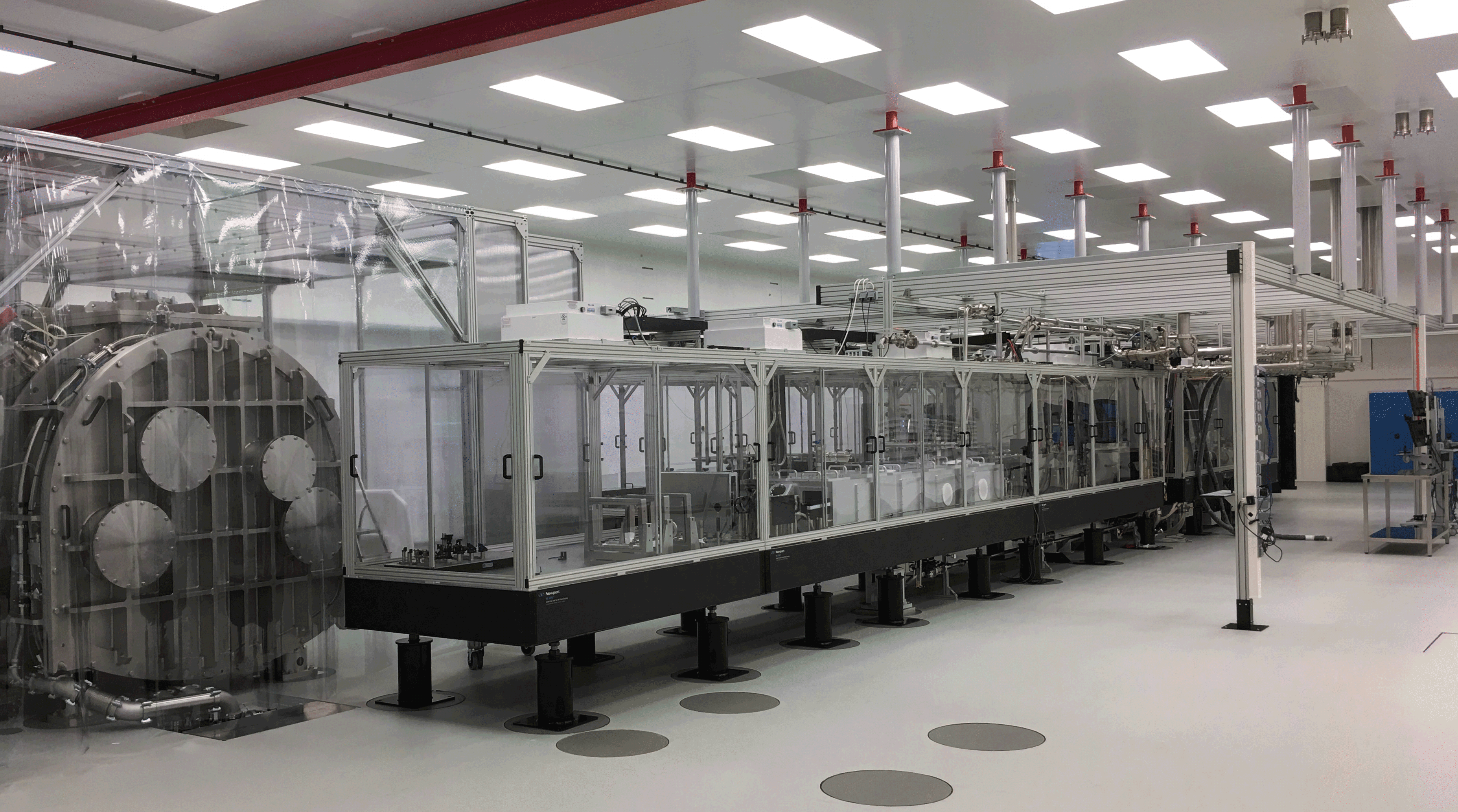
Laserový systém L3 HAPLS

## Dvořákova přednáška
FZU od roku 2009 pořádá Dvořákovy přednášky, které se konají 1x ročně a přednášejícím je mezinárodně uznávaná autorita v některém z oborů fyziky. Přednáška je pojmenována po Vladimíru Dvořákovi, fyziku v oboru pevných látek a též řediteli FZU v letech 1993-2001. Mezi přednášejicími byli: Yoshihiro Ishibashi, Anton Zeilinger, Dieter Vollhardt, Allan H. MacDonald, Peter Jenni, Orazio Svelto, Janos Hajdu, Marco Cavaglià, Paul Lecoq, Shaoyi Jiang, Ramamoorthy Ramesh, Jorge J. Rocca, Marko Topič.

## Popularizační aktivity
Fyzikální ústav se podílí na řadě aktivit popularizujících výzkum mezi veřejností, například prostřednictvím přednášek, exkurzí, workshopů pro studenty, apod. Mezi největší akce patří Veletrh vědy, Týden Akademie (Dny otevřených dveří) a Noc vědců. FZU se zúčastňuje také festivalů VědaFest, Zažít město jinak a řady dalších akcí v ČR.

Fyzikální ústav disponuje řadou zajímavých pomůcek, které pomáhají při objasňování pokročilých fyzikálních témat – například mlžná komora, laserové bludiště, model supravodivé dráhy, či fotovoltaický stan.

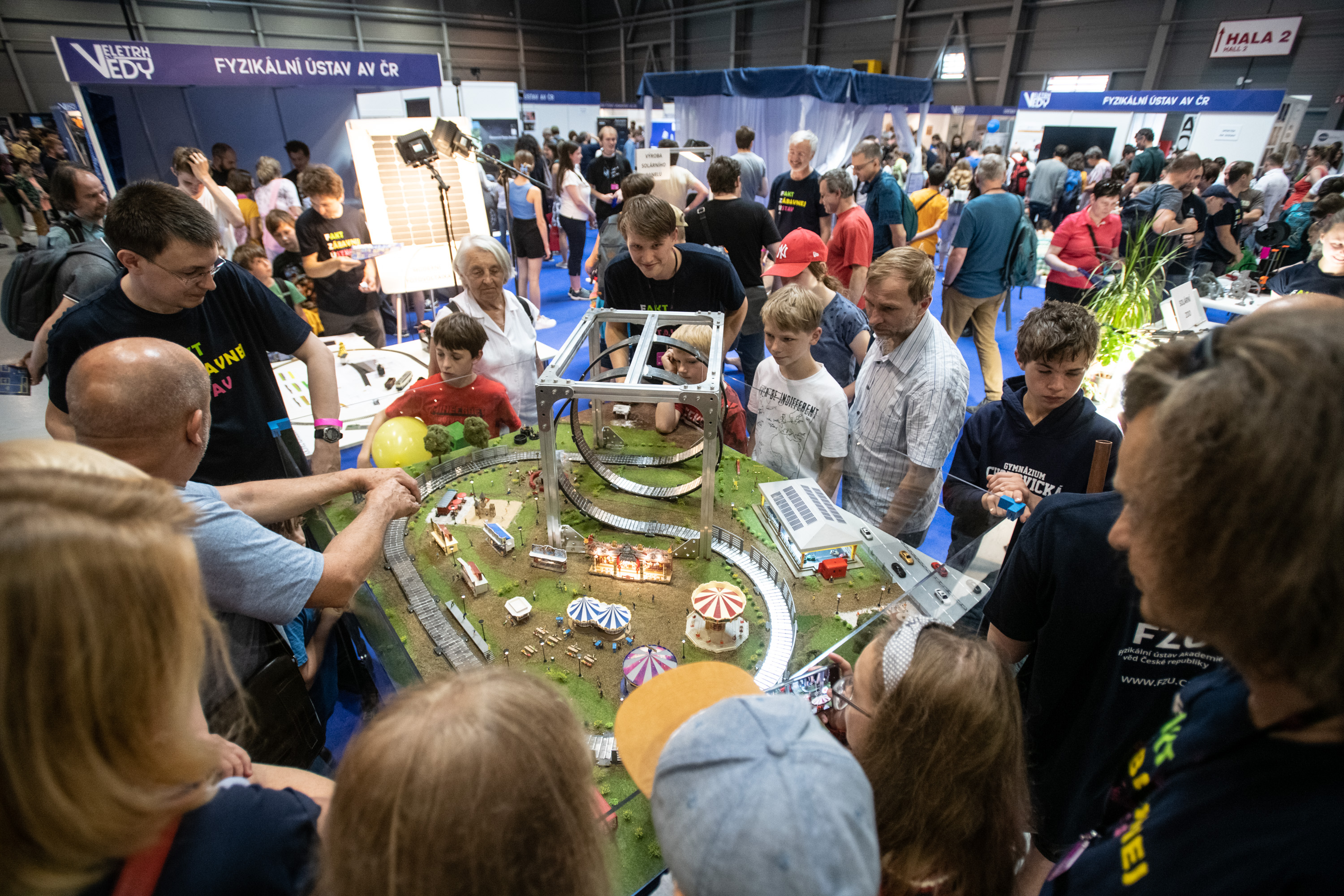
Návštěvníci Veletrhu vědy u supravodivé dráhy
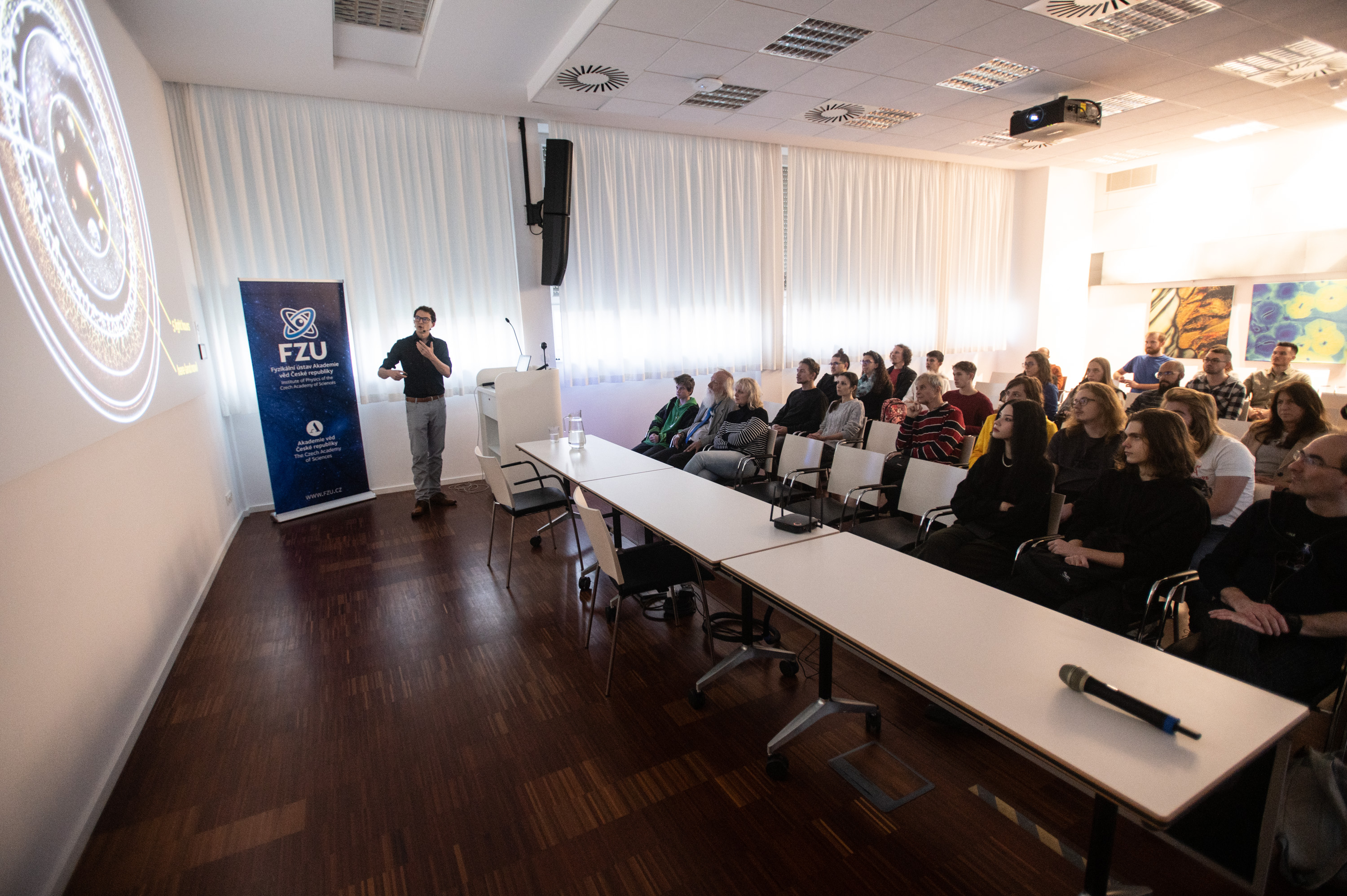
Přednáška pro veřejnost ve FZU
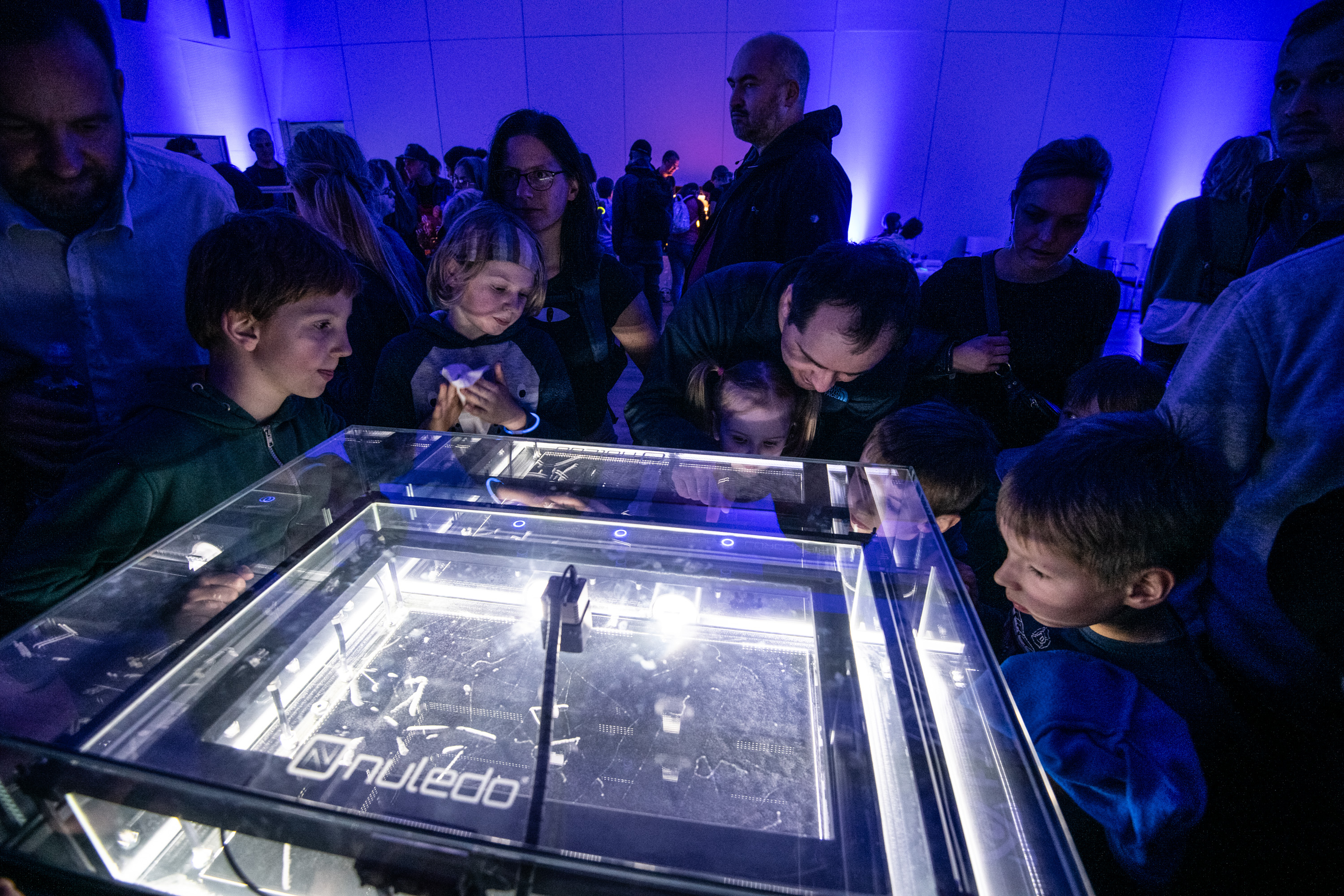
Účastníci Noci vědců u mlžné komory
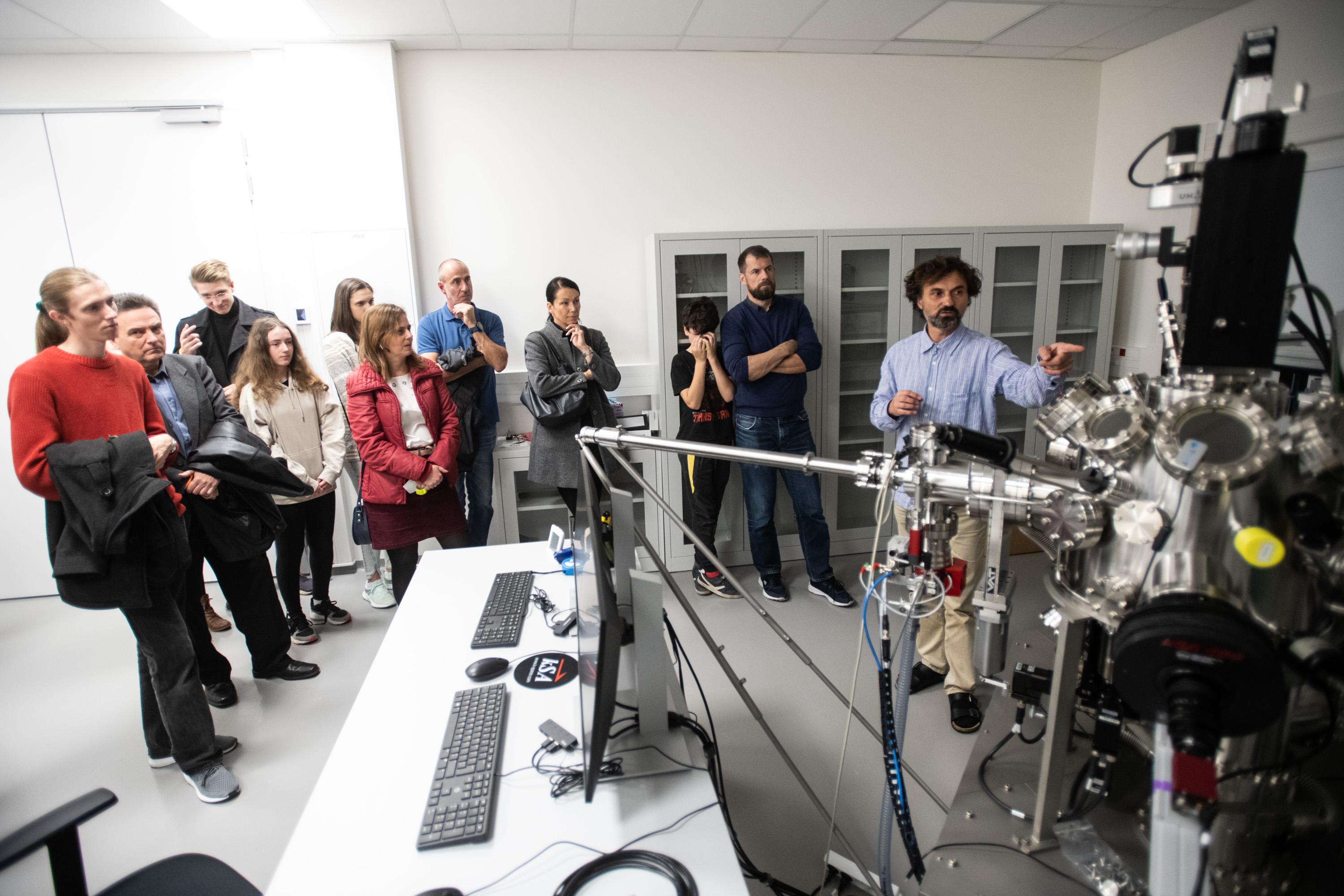
Exkurze v laboratoři FZU
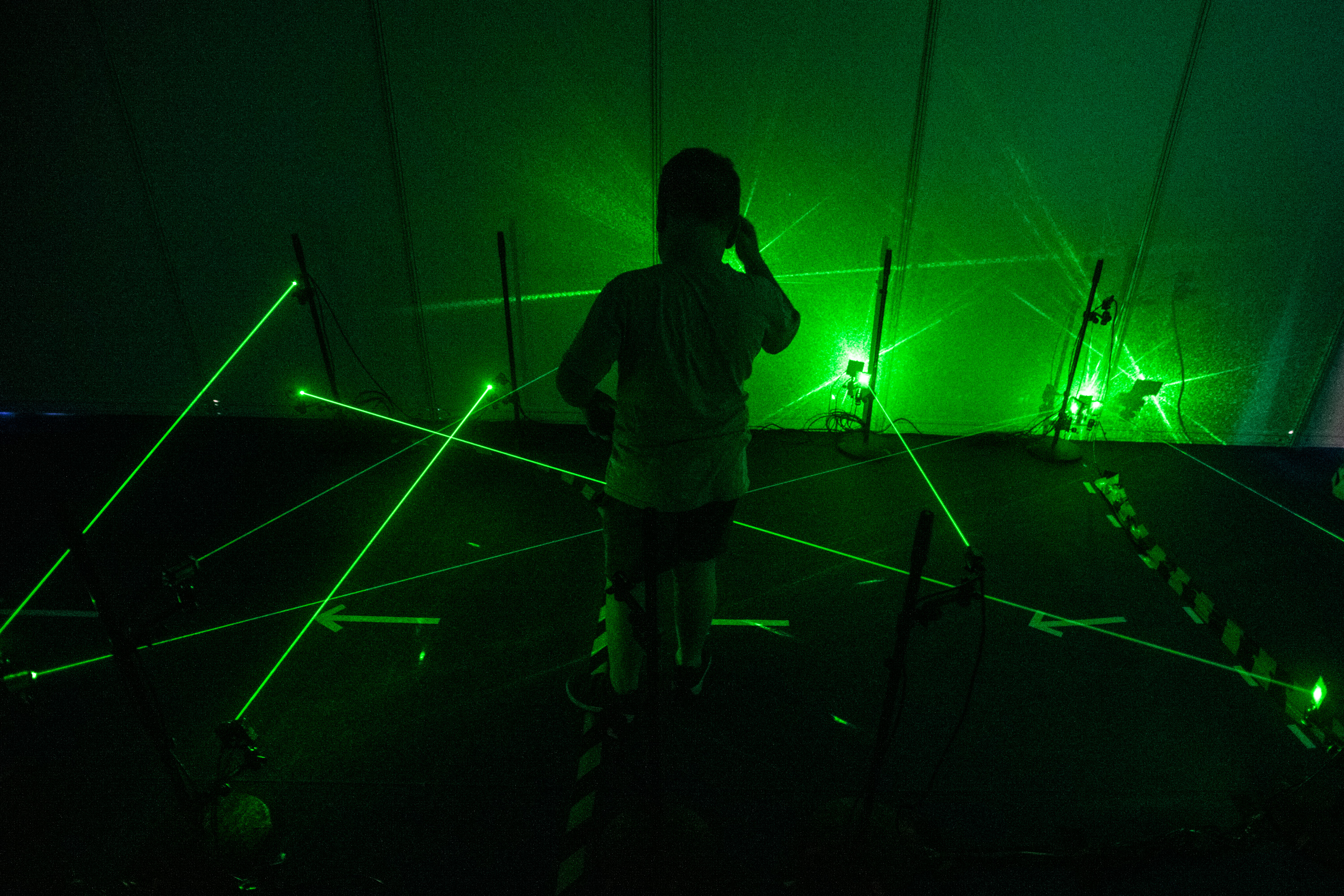
Laserové bludiště
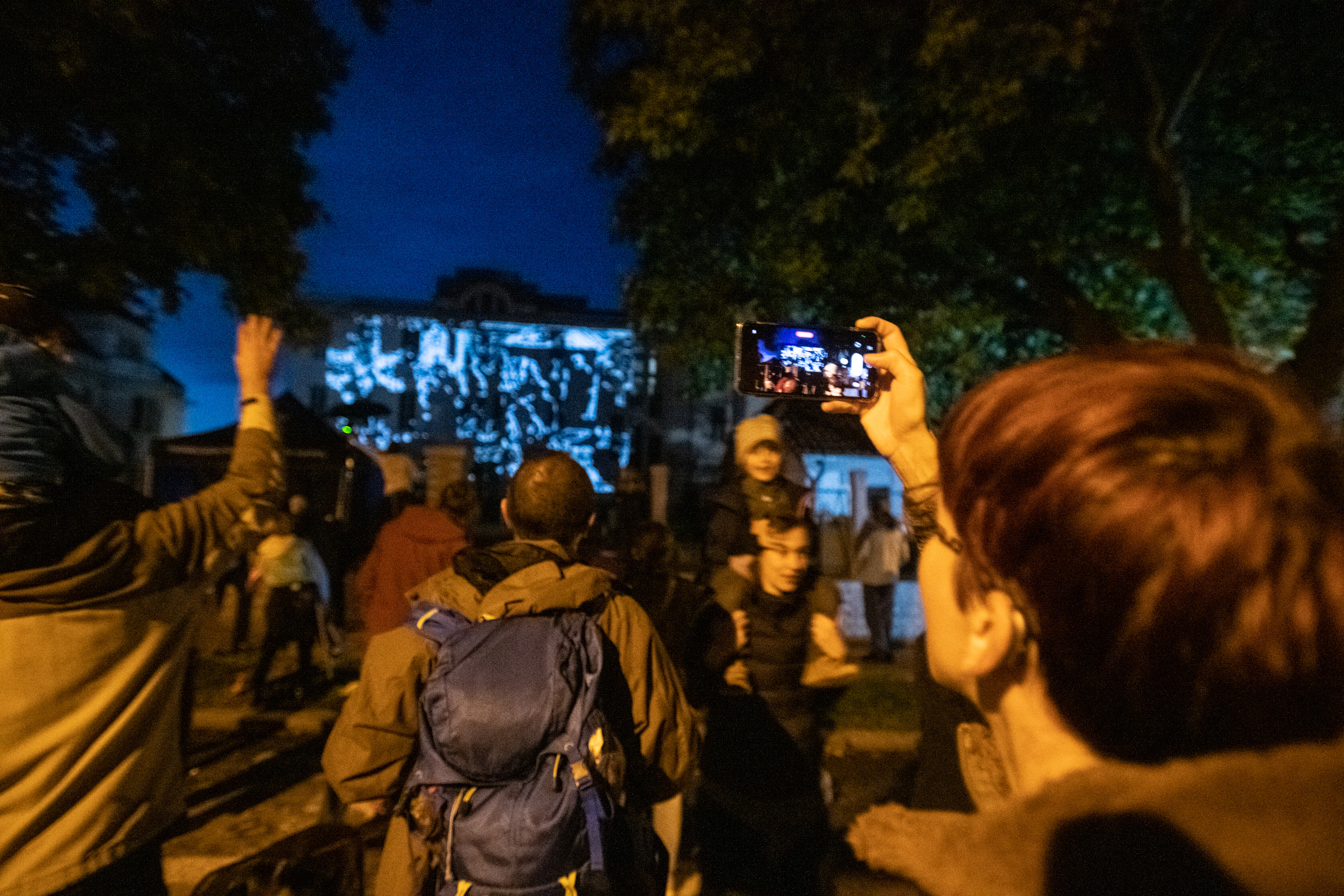
Zažít město jinak v Cukrovarnické ulici

## Transfer technologií a znalostí
Fyzikální ústav je dlouhodobě aktivní v přenosu znalostí a technologií z výzkumného prostředí do praxe. Vědci a vědkyně z FZU jsou každoročně autory, či spoluautory řady patentů a užitných vzorů.
Fyzikální ústav AV ČR má dvě spin-off společnosti pro přenos technologií a znalostí z výzkumného prostředí do aplikované sféry – v roce 2016 spoluzaložil firmu CARDAM s.r.o. zabývající se aditivní výrobou,  zakázkovým vývojem, matematickými výpočty a simulacemi pro průmysl, digitalizací a optimalizací procesů ve výrobě. V roce 2021 FZU spoluzaložil firmu Hi-Beams, s.r.o., která se zabývá inovativními způsoby povrchových úprav materiálů pomocí laserových technologií.
V červenci 2023 byla otevřena budova evropského digitálního inovačního centra Brain4Industry (B4I) v Dolních Břežanech, které provozuje FZU společně s partnery z průmyslové i výzkumné sféry. B4I podporuje spolupráci mezi vědou, výzkumem a průmyslem, zejména malými a středními firmami.

## Historie ústavu
Ústav má komplikovanou historii, protože docházelo k mnoha reorganizacím, slučováním, přejmenováváním jednotlivých fyzikálních pracovišť. Současná podoba ústavu je víceméně stabilní od roku 1979.
Z podnětu Ing. Dr. tech. Vítězslava Havlíčka, tehdy vedoucího konstrukce transformátorů v Elektrotechnické továrně (ETD) Škodových závodů v plzeňských Doudlevcích a prof. Dolejška ze Spektroskopického ústavu Univerzity Karlovy vzniklo v letech 1932–1934 nové pracoviště – Fyzikální výzkum Škodových závodů (FVŠZ). Za druhé světové války pak byla 17. 11. 1939 při uzavření vysokých škol výzkumná činnost přerušena.
V roce 1946 vznikla Laboratoř pro nukleární fyziku a v roce 1950 vznikl reorganizací Fyzikálního výzkumu Škodových závodů Ústřední ústav fyzikální (ÚÚF) pod vedením J. Bačkovského. Byl podřízen tzv. Ústředí vědeckého výzkumu. Získal budovy Výzkumného ústavu československého průmyslu cukrovarnického v Cukrovarnické ulici 10 v Praze-Střešovicích z let 1920–1923. Po založení Československé akademie věd (ČSAV) v roce 1952 proběhlo přejmenování ÚÚF na Ústav technické fyziky ČSAV. 
V roce 1954 vznikl Fyzikální ústav ČSAV sloučením Laboratoře pro nukleární fyziku ČSAV a Laboratoře pro experimentální a teoretickou fyziku ČSAV. Prvním ředitelem ústavu byl Čestmír Šimáně. V roce 1955 se od ústavu oddělila část pracovišť, z nichž vznikl Ústav jaderné fyziky ČSAV. Fyzikální ústav ČSAV během 50. a 60. let sídlil v několika menších pracovištích po Praze, v roce 1970 proběhlo stěhování do nově postavené budovy v ulici Na Slovance v Praze 8, kde velká část FZU sídlí dodnes.
V roce 1962 byl Ústav technické fyziky ČSAV (sídlící v Cukrovarnické ulici) přejmenován na Ústav fyziky pevných látek ČSAV. V roce 1979 došlo ke sloučení Fyzikálního ústavu ČSAV, Ústavu fyziky pevných látek ČSAV a Oddělení nízkých teplot Ústavu jaderné fyziky. Ředitelem ústavu se stal Bohumil Kvasil.

### Ředitelé od roku 1954
- Čestmír Šimáně (1954–1955)
- Luděk Pekárek (1955–1972)
- Jaroslav Sedlák (1972–1978)
- Bohumil Kvasil (1979–1985)
- Aleš Tříska (1985–1989)
- Svatopluk Krupička (1989–1993)
- Vladimír Dvořák (1993–2001)
- Karel Jungwirth (2001–2007)
- Jan Řídký (2007–2017)
- Michael Prouza (od roku 2017)

## Významní pracovníci ústavu
- Čestmír Šimáně
- Karel Pátek
- Jaromír Brož
- Jan Tauc
- Adéla Kochanovská
- Bohumil Kvasil
- Jiří Niederle
- Antonín Šimůnek
- František Laudát
- Pavel Holba
- Jan Koukal
- Miloš Lokajíček st.
- Bedřich Velický
- Jaroslav Šesták
- Jiří Grygar
- Václav Petříček
- Pavel Demo
- Tomáš Jungwirth
- Pavel Jelínek
- Antonín Fejfar